# Ludowe Wojsko Polskie

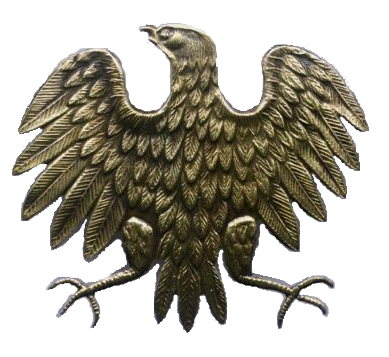
Orzeł wz. 43 (tzw. piastowski)

Ludowe Wojsko Polskie (LWP) – nieoficjalna nazwa zależnych od ZSRR formacji Wojska Polskiego z lat 1944–1989. Nazwa ta stworzona została w celach propagandowych w Polskiej Rzeczypospolitej Ludowej i odnosiła się zarówno do Polskich Sił Zbrojnych w ZSRR z okresu II wojny światowej, jak i późniejszych Sił Zbrojnych PRL. Ludowe Wojsko Polskie było zdominowane i kontrolowane przez polskie partie komunistyczne (PPR, a od 1948 PZPR), podlegając jednocześnie dowództwu sił zbrojnych ZSRR. Od 1955 LWP było członkiem Układu Warszawskiego.
W maju 1943 w Sielcach nad Oką w ZSRR, rozpoczęto formowanie 1 Polskiej Dywizji Piechoty im. Tadeusza Kościuszki. Na przełomie 1943 i 1944 sformowano kolejne polskie jednostki w ZSRR, które utworzyły 1 Korpus Polskich Sił Zbrojnych, rozwinięty 16 marca 1944 w 1 Armię Polską w ZSRR.
W okresie II wojny światowej sformowano dwie armie Wojska Polskiego, w skład których wchodziło 10 dywizji piechoty, 5 brygad pancernych, brygada kawalerii, 2 brygady saperów, 3 dywizje i kilka brygad artylerii oraz mniejsze oddziały, jak również 4 dywizje lotnictwa. Pod koniec 1944 w ich skład wchodziło około 180 tys. osób.
Pierwszą bitwą polskich oddziałów na froncie wschodnim, była bitwa pod Lenino 12–13 października 1943. Następnie oddziały Wojska Polskiego wspólnie z Armią Czerwoną walczyły z wojskami niemieckimi na terytorium Polski, w Niemczech i Czechosłowacji; uczestniczyły m.in. w walkach na przyczółku warecko-magnuszewskim i w bitwie pod Studziankami w sierpniu 1944, w tym czasie też brały udział w walkach o przyczółek czerniakowski. Później brały udział w walkach o przełamanie niemieckich umocnień Wału Pomorskiego, w ramach których zdobywano w marcu 1945 silnie umocnioną twierdzę kołobrzeską. W wyniku walk o umocnienia Wału Pomorskiego oddziały Wojska Polskiego poniosły ciężkie straty, zginęło 5 tys. żołnierzy, a 11 tys. odniosło rany.
Końcowym etapem walk był udział jednostek w operacji berlińskiej, w której uczestniczyły 1 i 2 Armia WP oraz jednostki odwodowe NDWP. W bitwie o Berlin w składzie 1 Frontu Białoruskiego wzięły udział 1 Warszawska Dywizja Piechoty, 2 Pomorska Brygada Artylerii Haubic, 1 Samodzielna Brygada Moździerzy oraz 6 samodzielny warszawski zmotoryzowany batalion pontonowo-mostowy. W walkach o stolicę Niemiec poległo 7 tys. żołnierzy, a 17 tys. zostało rannych.
Koniec wojny zastał Wojsko Polskie w okresie intensywnego rozwoju organizacyjnego. W wyniku mobilizacji liczebność wojska we wrześniu 1945 roku wynosiła 440 tysięcy. Na wyzwalanych obszarach organizowano okręgi wojskowe. Powracającą do kraju 2 Armię WP przeznaczono do ochrony zachodniej granicy państwa. Granicę południową obsadziły jednostki 1 Armii WP. W tym czasie oddziały wojskowe, a szczególnie Korpusu Bezpieczeństwa Wewnętrznego, wykorzystywano przeciwko polskiemu podziemiu zbrojnemu. Utworzono grupy ochronno-propagandowe dla komisji głosowania ludowego. Do walki z polskim podziemiem Państwowy Komitet Bezpieczeństwa skierował: 47 pułków piechoty, 2 brygady artylerii ciężkiej, 18 pułków artylerii lekkiej, 5 samodzielnych dywizjonów artylerii ciężkiej, 5 pułków czołgów, 3 pułki kawalerii i jeden pułk saperów Wojska Polskiego. Walczono również z ukraińskim podziemiem zbrojnym. Kulminacją walk z jednostkami UPA była operacja militarno-przesiedleńcza, tzw. Akcja „Wisła”.
10 sierpnia 1945 został wydany „dekret o częściowej demobilizacji WP”. Kolejne jej fazy miały miejsce w lutym i grudniu 1946. W efekcie redukcji wojska w latach 1945–1948 na początku 1949 liczyło ono ok. 140 tys. żołnierzy. Głęboka redukcja wojska w latach 1945–1948 i utrata przez nie zdolności do podjęcia skutecznych działań obronnych spowodowały, że w 1949 przyjęto 7-letni plan rozbudowy wojska. W tym też roku został powołany na stanowisko Ministra Obrony Narodowej marszałek ZSRR Konstanty Rokossowski. Zmiana koncepcji rozwoju sił zbrojnych spowodowała, że stan etatowy Wojska Polskiego na dzień 1 stycznia 1952 wynosił 356 481 żołnierzy.
W latach 1947–1950 Wojsko Polskie swoje święto obchodziło 9 maja; dzień ten był jednocześnie Narodowym Świętem Zwycięstwa i Wolności. Od 7 października 1950 do 13 sierpnia 1992 Dniem Wojska Polskiego był 12 października, rocznica bitwy pod Lenino (1943).

## Geneza nazwy
Oficjalnymi nazwami sił zbrojnych Polski w okresie 1944–1989 były:
- Polskie Siły Zbrojne w ZSRR – do 28 lipca 1944
- Wojsko Polskie – od 29 lipca 1944 do 1952[c]
- Siły Zbrojne Polskiej Rzeczypospolitej Ludowej – od 1952

Nazwy „Polskie Siły Zbrojne”, „Siły Zbrojne PRL” i „Wojsko Polskie” używane były zamiennie. W latach 40. XX w. na podobnych zasadach używano również nazwy „Odrodzone Wojsko Polskie” (por. np. M.P. 1947 nr 19, poz. 41).
Nazwy z przedrostkiem „ludowe” zaczęto używać po 1952 r. (co wiązało się ze zmianą nazwy państwa z Rzeczypospolitej Polskiej na Polską Rzeczpospolitą Ludową). Nazwa ta, używana w celach propagandowych, miała jednocześnie podkreślać robotniczo-chłopski charakter sił zbrojnych (w przeciwieństwie do pańskiego i burżuazyjnego Wojska Polskiego II RP). Początkowo stosowano zapis małą literą („ludowe Wojsko Polskie”), a następnie wielką („Ludowe Wojsko Polskie” – skr. LWP). Nowa nazwa (mimo że nigdy nie miała charakteru oficjalnego) została szeroko spopularyzowana, pojawiając się zarówno w oficjalnych dokumentach państwowych, jak i w materiałach propagandowych tego okresu.
W okresie PRL data utworzenia przy Armii Czerwonej 1 Dywizji Piechoty im. Tadeusza Kościuszki pod dowództwem płk. Zygmunta Berlinga w 1943 r. była uważana za symboliczną datę „narodzin LWP”. Za właściwy początek LWP propaganda PRL uznawała natomiast lipiec 1944 r., kiedy to na części zajętych przez Armię Czerwoną ziem polskich na polecenie przywódcy ZSRR Józefa Stalina ogłoszono powstanie Polskiego Komitetu Wyzwolenia Narodowego oraz połączenie komunistycznej Armii Ludowej z jednostkami utworzonymi przy Armii Czerwonej w „jednolite Wojsko Polskie”.
Współcześnie sposób zapisu tej nazwy (z małej bądź wielkiej litery) jest przedmiotem kontrowersji ze względu na swoją niejednoznaczność. W przypadku uznawania jej za nazwę własną, obowiązuje zapis z wielkiej litery („Ludowe Wojsko Polskie”), natomiast uwzględniając jej nieoficjalny status oraz traktując jako „dookreślenie” formacji do której się odnosi, stosuje się również zapis z małej litery („ludowe Wojsko Polskie”). Obecnie obie formy zapisu stosowane są równolegle.

## Początki rozwoju LWP

### Formowanie jednostek

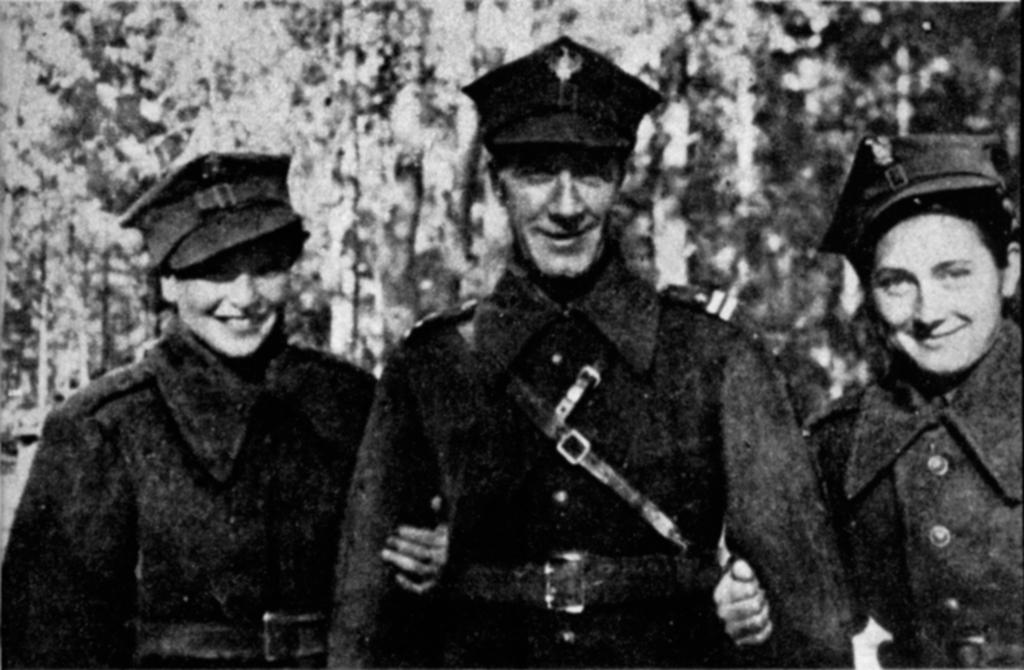
Mjr Marian Ćwiklewski z Platerówkami, Sielce nad Oką, 1943

W maju 1943 w Sielcach nad Oką w ZSRR, z inicjatywy komunistów skupionych w Związku Patriotów Polskich, rozpoczęto formowanie 1 Polskiej Dywizji Piechoty im. Tadeusza Kościuszki. Obok wyszkolenia wojskowego ochotnicy i żołnierze dywizji im. Tadeusza Kościuszki poddawani byli intensywnej indoktrynacji politycznej, zadania te wykonywali aktywiści ZPP oraz sowieccy komisarze polityczni (tzw. politrucy). Ze względu na duże braki w kadrze oficerskiej będące efektem fizycznej eliminacji polskich oficerów w zbrodni katyńskiej i wyjściem ocalałej kadry oficerskiej Wojska Polskiego do Iranu w składzie Armii Andersa, wystąpiły problemy kadrowe, które organizatorzy uzupełniali oficerami odkomenderowanymi z Armii Czerwonej – w lipcu 1943 z Armii Czerwonej pochodziło 67% oficerów dywizji. Jeszcze na początku 1945 roku na 40 tysięcy oficerów ludowego Wojska Polskiego było 18 996 oficerów Armii Czerwonej, w tym 36 generałów. Z armii sowieckiej przejęto m.in. skróty pododdziałów, jednak oficerowie i żołnierze Armii Czerwonej będący w Wojsku Polskim nosili polskie mundury i salutowali po polsku. Taktyka polityczno-propagandowa komunistów polegała na przejmowaniu symboli, barw narodowych i nazw kojarzących się z niepodległą II Rzecząpospolitą Polską, aby stały się one przykryciem dla procesu budowy totalitarnego państwa komunistyczego, w pełni zależnego od Związku Radzieckiego.

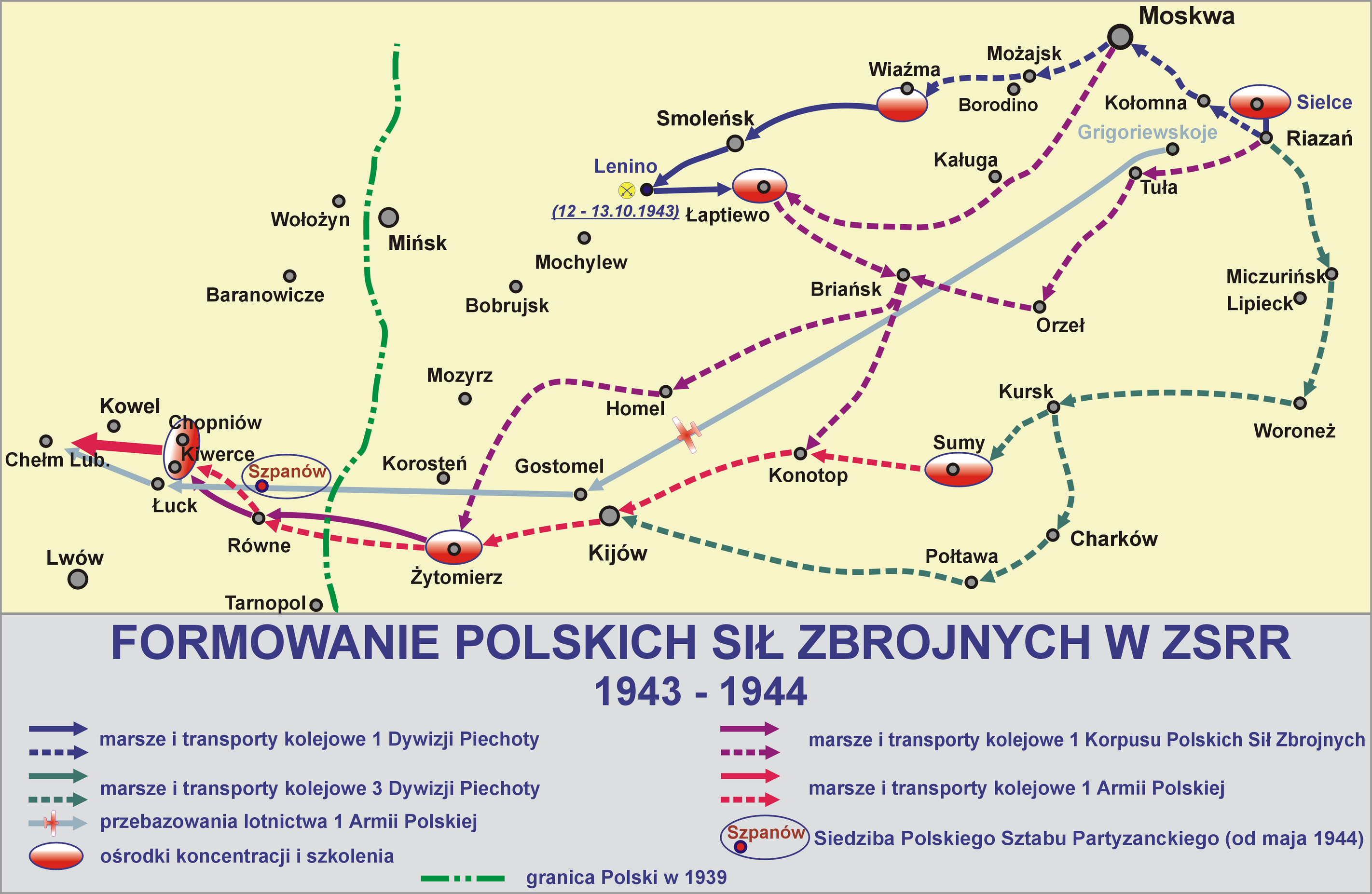

Nowo tworzone siły zbrojne były wojskowo i politycznie podporządkowane ZSRR, natomiast nie uznawały zwierzchnictwa polskiego rządu na uchodźstwie w Londynie. W czerwcu 1943 Wódz Naczelny i premier RP gen. Władysław Sikorski uznał wojsko Zygmunta Berlinga za polską dywizję komunistyczną, o charakterze dywersyjnym, samego jego twórcę za zdrajcę, który zdezerterował z Wojska Polskiego. Decyzja stworzenia polskiej armii, stanowiąca instrument ówczesnej polityki sowieckiej, związana była ściśle ze stalinowskimi planami dotyczącymi stworzenia ustroju komunistycznego w powojennej Polsce. Dla Polaków pozostających w ZSRR po 1942, po wyjściu Armii Andersa do Iranu, wstąpienie do armii gen. Berlinga pozostawało jedną z niewielu szans na powrót do Polski i podjęcie walki z niemieckim okupantem. Na przełomie 1943 i 1944 sformowano kolejne polskie jednostki w ZSRR, które utworzyły 1 Korpus Polskich Sił Zbrojnych, rozwinięty 16 marca 1944 w 1 Armię Polską w ZSRR.

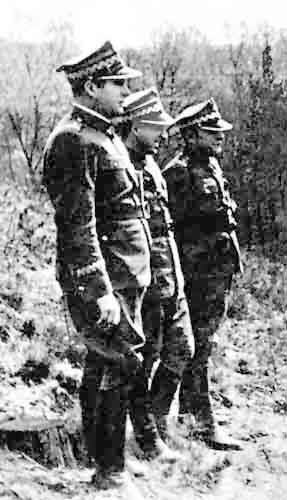
Od lewej: Michał Rola-Żymierski, Marian Spychalski i Karol Świerczewski nad Nysą Łużycką (1945)

18 lipca 1944 roku Związek Patriotów Polskich przekazał Krajowej Radzie Narodowej swój dorobek organizacyjny i siłę zbrojną. W tym dniu uzgodniono też treść dekretu KRN, stwierdzającego przejęcie władzy zwierzchniej nad Armią Polską w ZSRR, zjednoczenie jej z Armią Ludową i utworzeniu z tych dwu organizmów Wojska Polskiego, a także powołanie Naczelnego Dowództwa Wojska Polskiego. Dekret był datowany na 21 lipca, a postanowienie PKWN o powołaniu na podstawie tego dekretu Naczelnego Dowództwa WP nosiło datę 22 lipca. Naczelnym dowódcą WP został gen. broni Michał Rola-Żymierski.
Na mocy tej ustawy KRN objęła zwierzchnią władzę nad Armią Polską w ZSRR oraz powołała do życia Naczelne Dowództwo Wojska Polskiego. Jednocześnie rzut bojowy 1 Armii Polskiej w ZSRR został przemianowany na 1 Armię Wojska Polskiego. W lipcu 1944 rozpoczęto formowanie 2 Armii Wojska Polskiego, a w październiku 3 AWP, która nie ukończyła jednak formowania, m.in. z powodu braku odpowiedniej liczby polskich oficerów.
Od 20 sierpnia 1944 prowadzono mobilizację do Wojska Polskiego na wyzwolonych terenach Polski, która została zakłócona przez bojkot. Od wezwania mobilizacyjnego uchyliło się 27 486 osób, którym nie odpowiadał m.in. fakt, iż nowa armia polska znajduje się pod zwierzchnictwem sowieckich oficerów i jest podporządkowana ZSRR. Do 1 i 2 Armii Wojska Polskiego wcielano przymusowo także pojmanych w czasie akcji „Burza” w 1944, przez NKWD i kontrwywiad wojskowy Smiersz żołnierzy Armii Krajowej, za odmowę wstąpienia z reguły zsyłano żołnierzy AK do obozów w głąb ZSRR.
Mimo prowadzenia przez podziemie zbrojne akcji przeciwko mobilizacji do ludowego Wojska Polskiego w okresie do 31 grudnia 1944 r. zgłosiło się do rejestracji z wyzwolonego skrawka Polski 128 329 osób, z których zostało zmobilizowanych 110 000 żołnierzy. Na czoło wysunęła się Lubelszczyzna, która dała około 40 000 żołnierzy.
W okresie II wojny światowej sformowano dwie armie Wojska Polskiego, w skład których wchodziło 10 dywizji piechoty,5 brygad pancernych, brygada kawalerii, 2 brygady saperów, 3 dywizje i kilka brygad artylerii oraz mniejsze oddziały, jak również 4 dywizje lotnictwa. Pod koniec 1944 w ich skład wchodziło około 180 000 żołnierzy. Do około 40% korpusu oficerskiego i znaczną część kadry specjalistycznej stanowili żołnierze Armii Czerwonej oddelegowani do służby w Wojsku Polskim. W Sztabie Głównym 70% oficerów stanowili obywatele sowieccy. W maju 1945 roku w wojsku ludowym służyło 18 996 oficerów radzieckich, w tym 36 generałów. W 1945 roku Rosjanie stanowili ponad 38% korpusu oficerskiego 1 Armii Wojska Polskiego i ponad 56% w 2 Armii Wojska Polskiego.

### Udział w działaniach wojennych

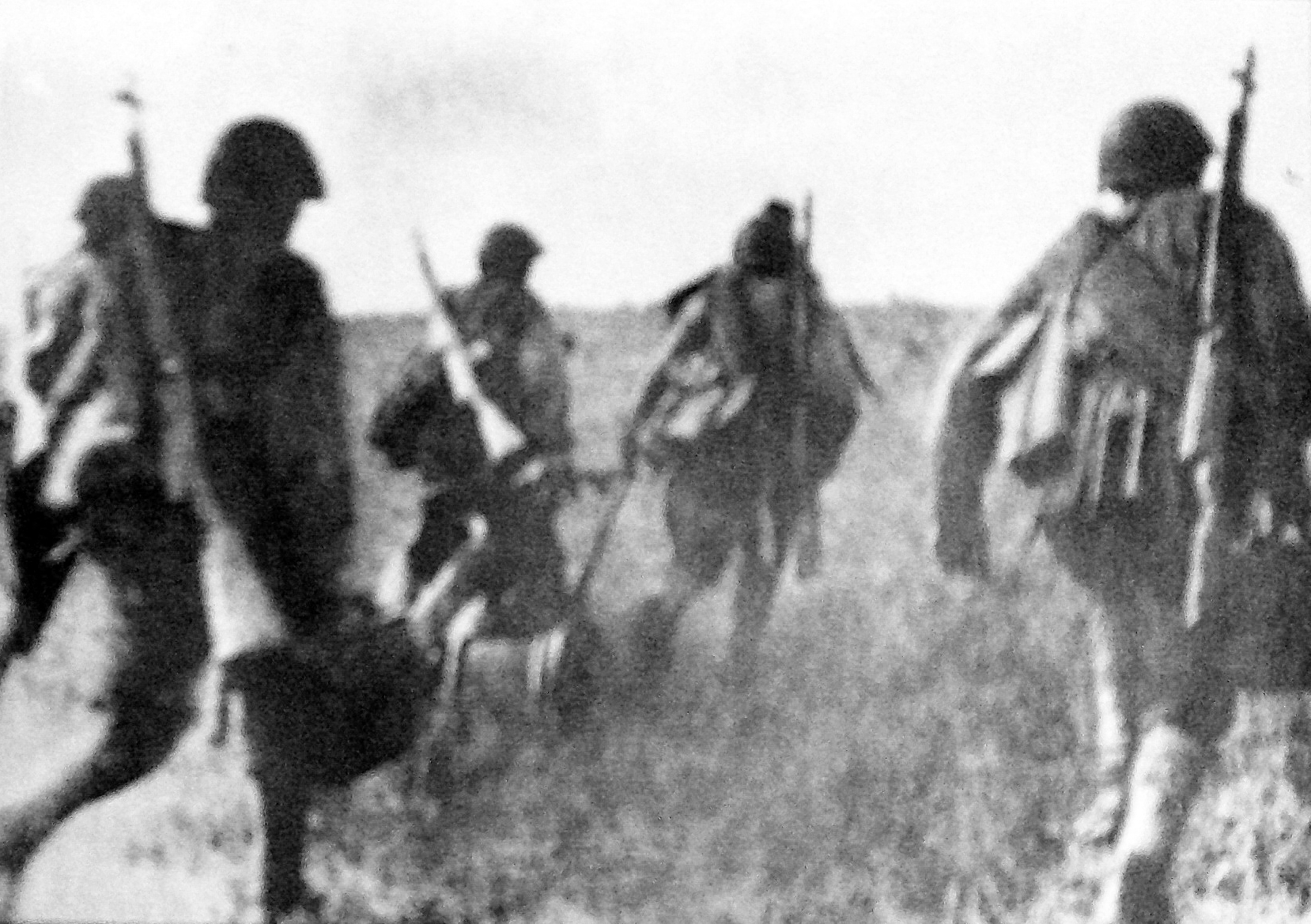
Atak Wojska Polskiego pod Lenino

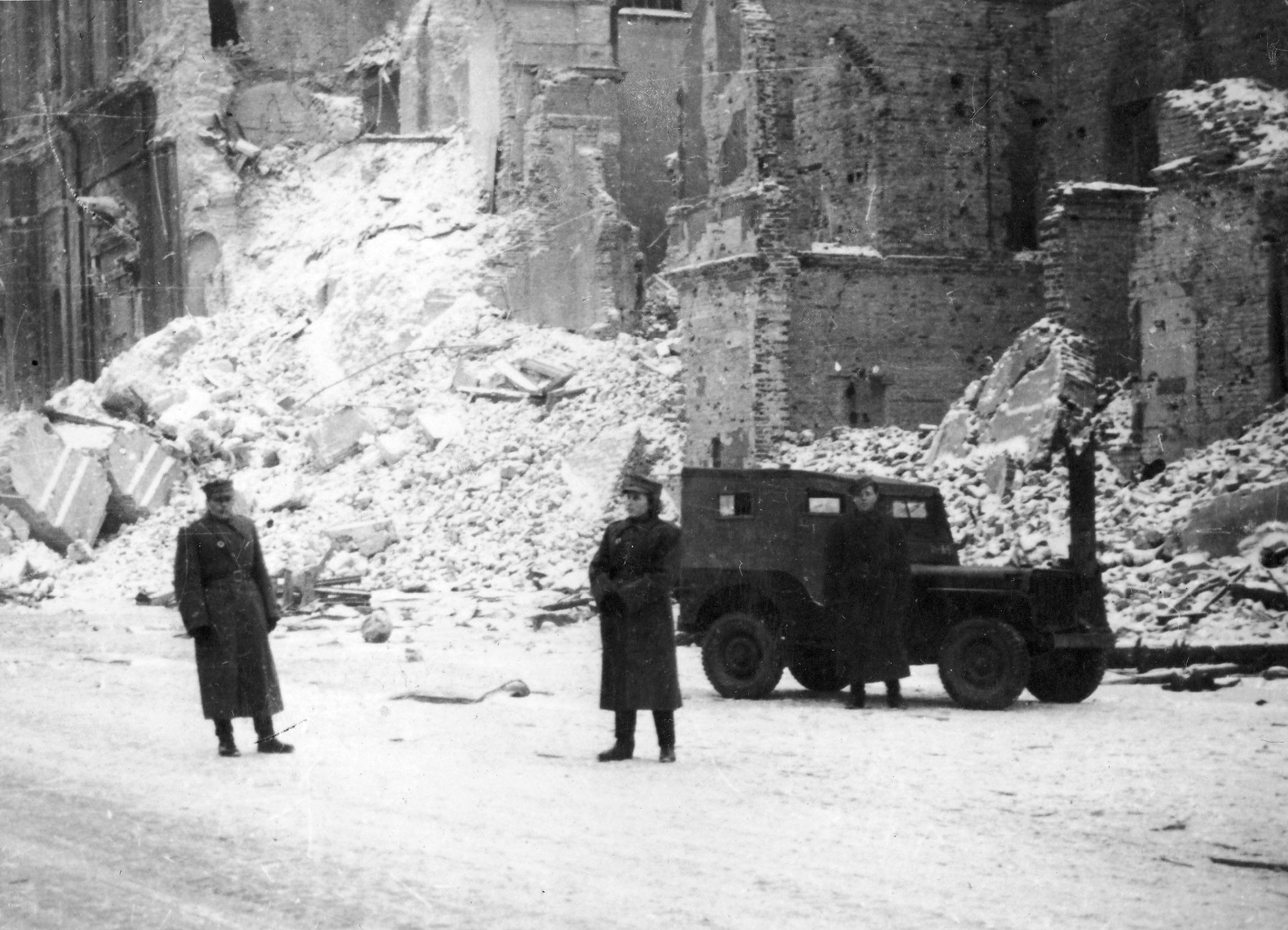
Ludowe Wojsko Polskie w Warszawie na Krakowskim Przedmieściu, 17 stycznia 1945

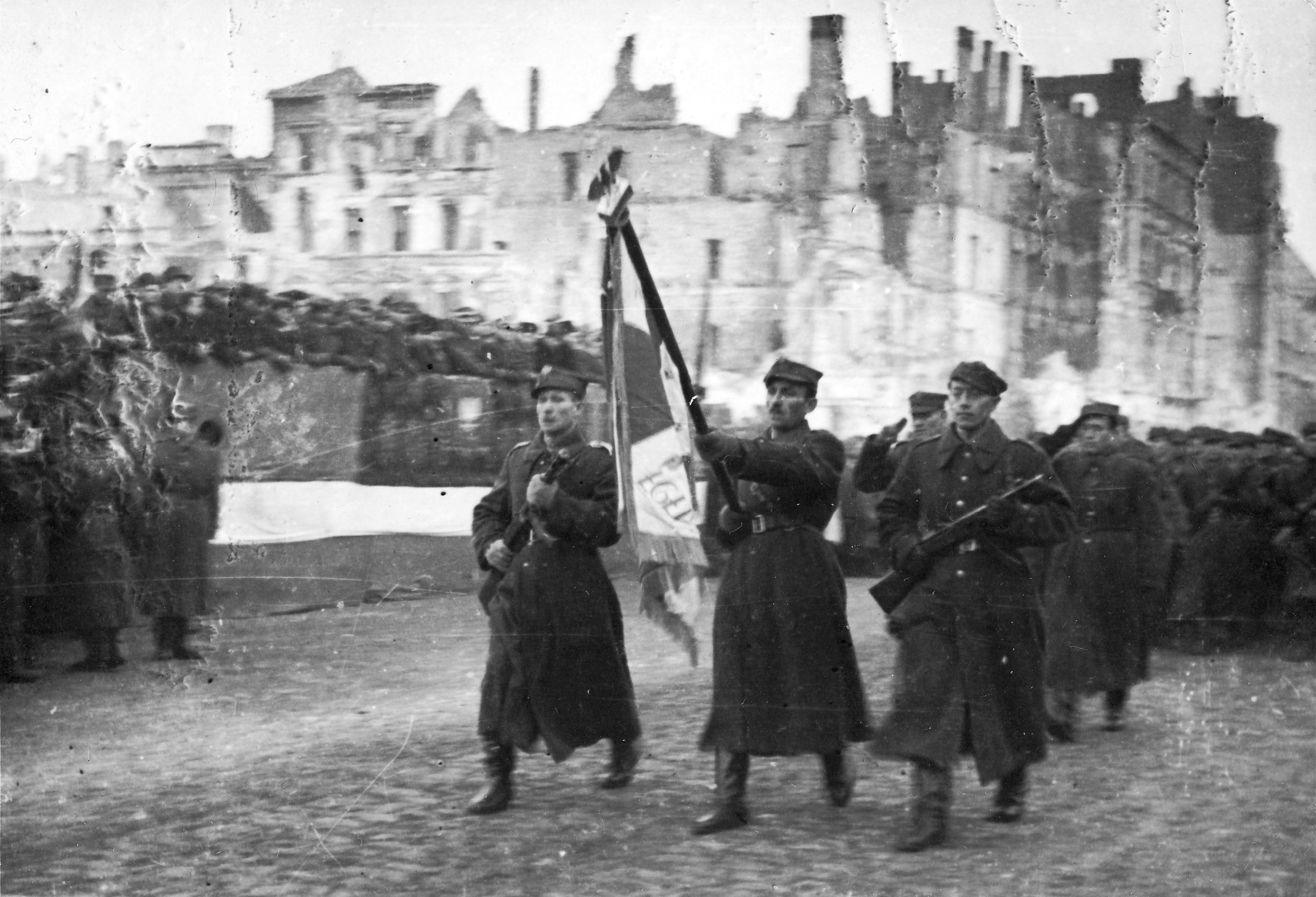
Defilada 1 Armii Wojska Polskiego na ulicy Marszałkowskiej w Warszawie, 19 stycznia 1945

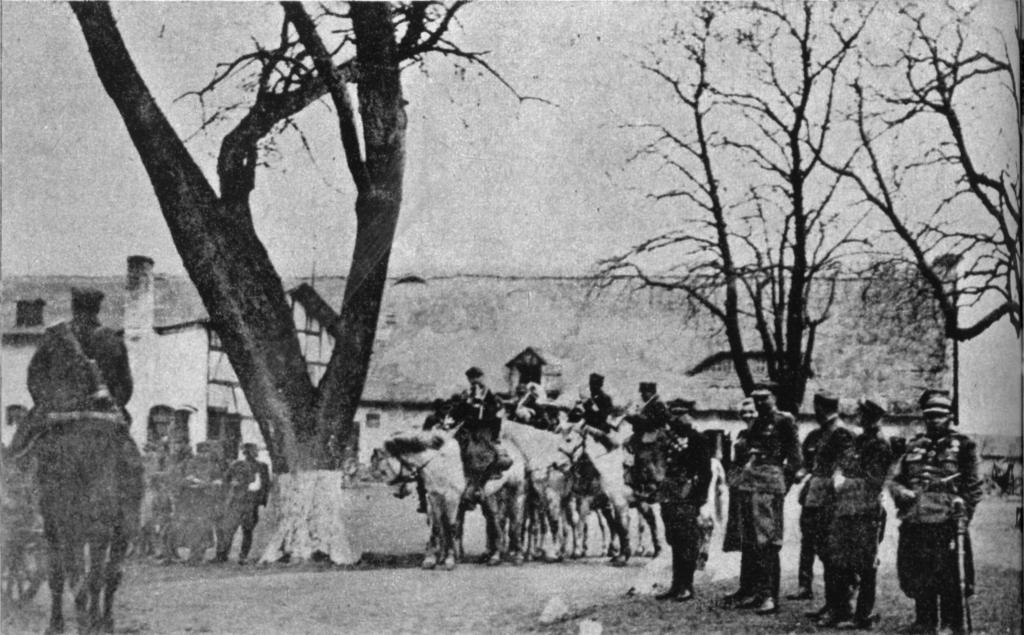
1 Warszawska Samodzielna Brygada Kawalerii, marzec 1945

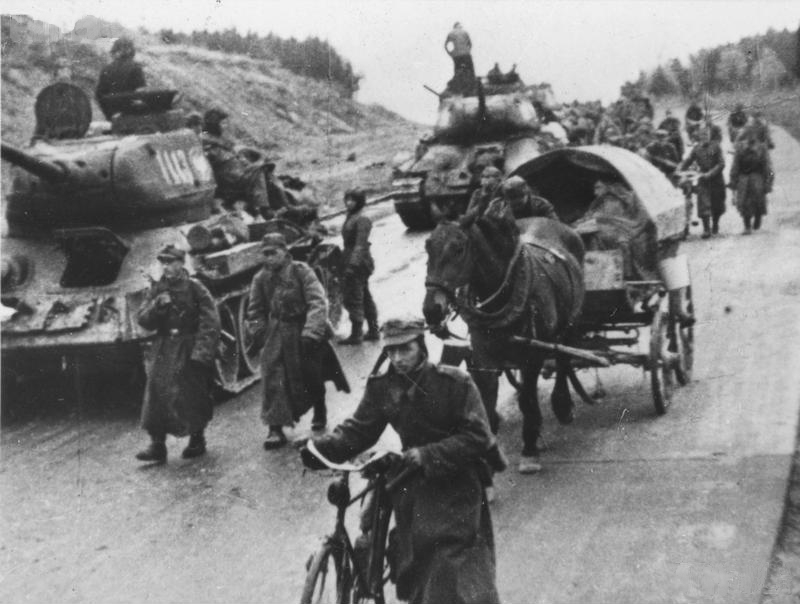
Ludowe Wojsko Polskie w drodze na Berlin, 1945

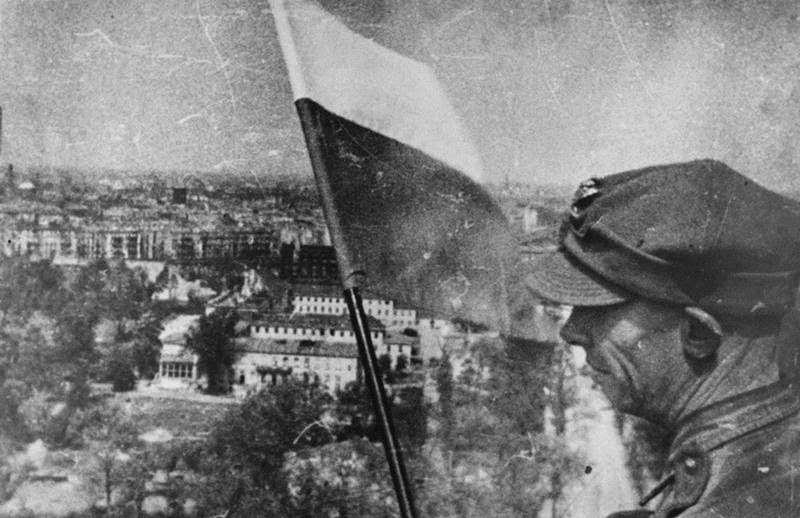
Polska flaga zawieszona w zrujnowanym Berlinie, na Kolumnie Zwycięstwa, 2 maja 1945 r.

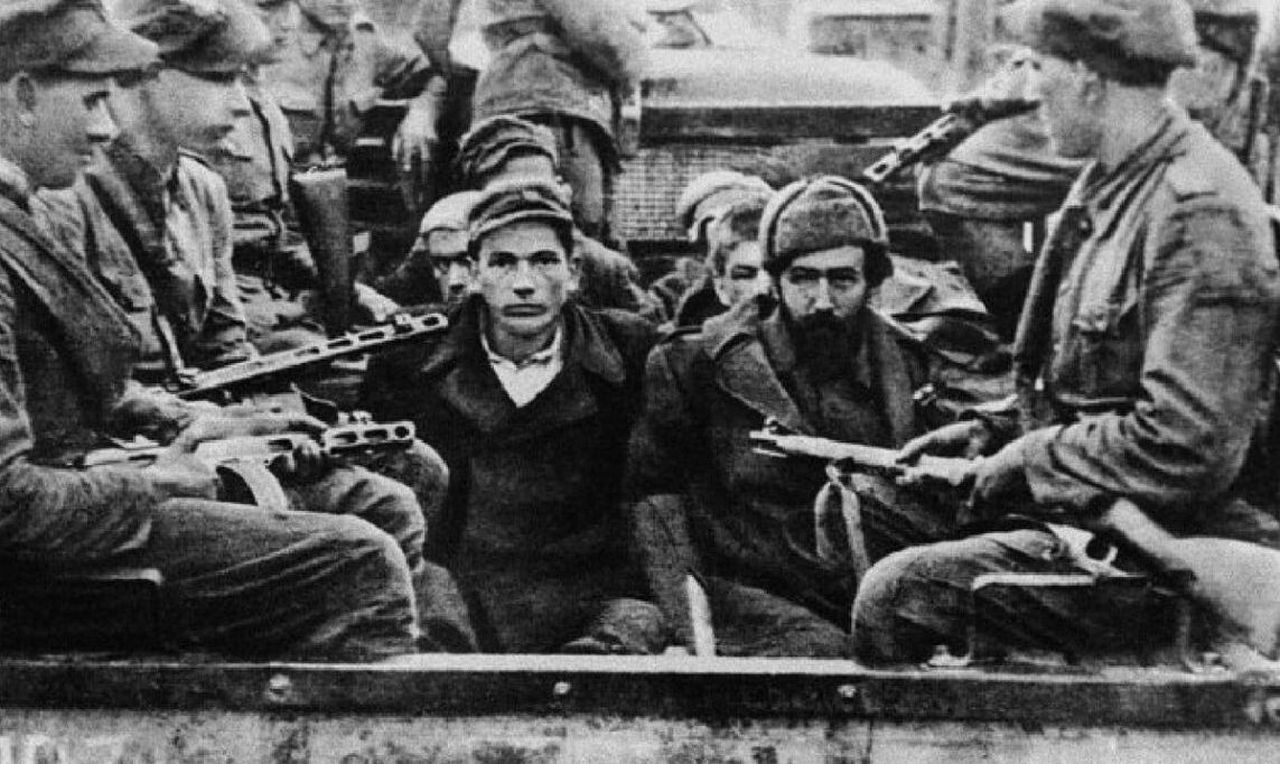
Upowcy złapani przez żołnierzy Wojska Polskiego w czasie Akcji „Wisła”

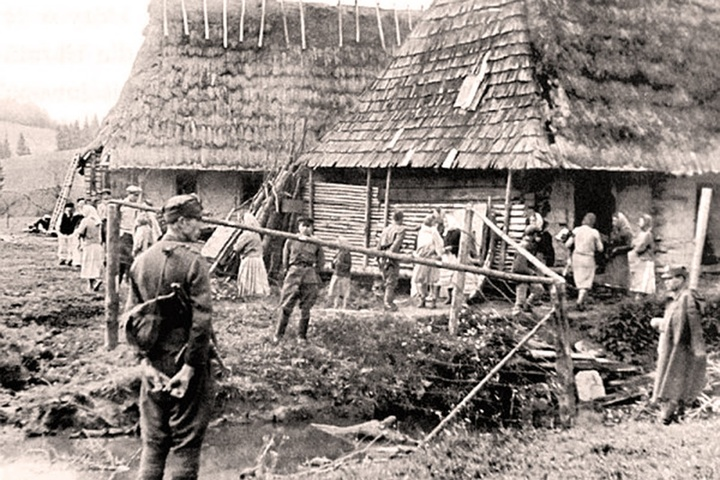
Deportacja Ukraińców w ramach akcji „Wisła”, kwiecień 1947 r.

Pierwszą bitwą polskich oddziałów na froncie wschodnim, była bitwa pod Lenino 12–13 października 1943, jednak do lata 1944 formacje te nie miały osiągnięć bojowych wpływających na losy toczonych walk.
Następnie oddziały Wojska Polskiego wspólnie z Armią Czerwoną walczyły z wojskami niemieckimi na Ukrainie, Białorusi, terytorium Polski, w Niemczech i Czechosłowacji.
Jednostki Wojska Polskiego uczestniczyły m.in. w walkach na przyczółku warecko-magnuszewskim i w bitwie pod Studziankami w sierpniu 1944, w tym czasie też brały udział w walkach o przyczółek czerniakowski. Później brały udział w walkach o przełamanie niemieckich umocnień Wału Pomorskiego, w ramach których zdobywano w marcu 1945 silnie umocnioną twierdzę kołobrzeską. W wyniku walk o umocnienia Wału Pomorskiego oddziały Wojska Polskiego poniosły ciężkie straty, zginęło 5 tys. żołnierzy, a 11 tys. odniosło rany.
Końcowym etapem walk był udział jednostek w operacji berlińskiej, w której uczestniczyły 1 i 2 Armia WP oraz jednostki odwodowe NDWP. W bitwie o Berlin w składzie 1 Frontu Białoruskiego wzięły udział 1 Warszawska Dywizja Piechoty z 1 Armii Wojska Polskiego, 2 Pomorska Brygada Artylerii Haubic, 1 Samodzielna Brygada Moździerzy oraz 6 samodzielny warszawski zmotoryzowany batalion pontonowo-mostowy. W walkach o stolicę Niemiec poległo 7 tys. żołnierzy, a 17 tys. zostało rannych.
Do zakończenia działań zbrojnych całkowite straty osobowe Wojska Polskiego walczącego u boku Armii Czerwonej, osiągnęły liczbę 17,5 tys. zabitych, 10 tys. zaginionych i 40 tys. rannych żołnierzy.

## Wojsko Polski Ludowej
Koniec wojny zastał Wojsko Polskie w okresie intensywnego rozwoju organizacyjnego. Zrezygnowano co prawda z realizacji koncepcji Frontu Polskiego, powstawały jednak nowe związki taktyczne i oddziały wojsk. W wyniku mobilizacji liczebność wojska w maju 1945 osiągnęła 370 tysięcy żołnierzy, zaś we wrześniu 1945 roku 440 tysięcy. Do wyposażenia należało: 438 wozów bojowych, 3990 dział i moździerzy, 12 600 różnego rodzaju pojazdów mechanicznych.
Na wyzwalanych obszarach organizowano okręgi wojskowe.
Podstawą formowania okręgów był rozkaz ND WP nr 23/0rg z 1 lutego 1945. Nakazywał on: „Na terytorium Rzeczypospolitej Polskiej sformować do dnia 1 kwietnia 1945 r. sześć okręgów wojskowych według etatu nr Dl/17.
- Warszawski OW z siedzibą w Warszawie, obejmujący woj. warszawskie i białostockie
- Lubelski OW z siedzibą w Lublinie, obejmujący woj. lubelskie i rzeszowskie
- Krakowski OW z siedzibą w Krakowie, obejmujący woj. krakowskie i śląskie
- Łódzki OW z siedzibą w Łodzi, obejmujący woj. łódzkie i kieleckie
- Poznański OW z siedzibą w Poznaniu, obejmujący woj. poznańskie
- Pomorski OW z siedzibą w Toruniu, obejmujący woj. pomorskie i Wolne Miasto Gdańsk
- Śląski OW z siedzibą w Katowicach sformowany został w terminie późniejszym (do dnia 17 września 1945)

Okręgi sprawowały bezpośrednie zwierzchnictwo nad jednostkami stacjonującymi na administrowanym przez nie terenie, a ich dowódcy podlegali bezpośrednio szefowi Sztabu Generalnego WP.
Powracającą do kraju 2 Armię WP przeznaczono do ochrony zachodniej granicy państwa od Jeleniej Góry do Kamienia Pomorskiego, a na bazie jej dowództwa utworzono sztab Okręgu Wojskowego Poznań.
Granicę południową zaś, od Jeleniej Góry do stacji kolejowej Użok (na styku granic Polski, ZSRR i Czechosłowacji) obsadziły jednostki 1 Armii WP. Na bazie jej dowództwa sformowano sztab Śląskiego OW.

### Walka z podziemiem niepodległościowym
Oddziały Wojska Polskiego, w tym szczególnie Korpusu Bezpieczeństwa Wewnętrznego, obok oddziałów Urzędu Bezpieczeństwa i Milicji Obywatelskiej, działały przeciwko polskiemu podziemiu zbrojnemu, zwanemu wówczas podziemiem reakcyjnym. W walkach w lipcu 1945 roku wzięła udział między innymi 3 Dywizja Piechoty. Podobne działania prowadziły inne związki taktyczne WP: 1, 2, 3, 8, 9 i 18 Dywizja Piechoty. Do akcji przedreferendalnej w 1946 roku użyto żołnierzy 8 Dywizji Piechoty. Utworzono grupy ochronno-propagandowe dla komisji głosowania ludowego. Do walki z polskim podziemiem Państwowa Komisja Bezpieczeństwa skierowała 47 pułków piechoty, 2 brygady artylerii ciężkiej, 18 pułków artylerii lekkiej, 5 samodzielnych dywizjonów artylerii ciężkiej, 5 pułków czołgów, 3 pułki kawalerii i jeden pułk saperów Wojska Polskiego.

### Walka z ukraińskim podziemiem zbrojnym
W czerwcu 1945 skierowano 1, 3 i 8 Dywizje Piechoty do działań związanych z bezpieczeństwem wewnętrznym. 4 Dywizję Piechoty rozwiązano, a sprzęt i żołnierzy przekazano dla potrzeb tworzącego się Korpusu Bezpieczeństwa Wewnętrznego. Zasadą było, że jednostki wojskowe wykorzystywane były przede wszystkim do działań przeciw UPA, a wojska KBW do walki ze zbrojnym podziemiem niepodległościowym. Od reguły tej zdarzały się jednak dość często odstępstwa. Kulminacją walk z jednostkami UPA była operacja militarno-przesiedleńcza, tzw. Akcja „Wisła”, mająca miejsce w 1947.

### Demobilizacja i przejście na organizację pokojową. Lata 1945–1949
10 sierpnia 1945 został wydany „dekret o częściowej demobilizacji WP”. Kolejne jej fazy miały miejsce w lutym i grudniu 1946.
Jednym z najważniejszych zadań stojących przed wojskiem po zakończeniu wojny było rozminowanie kraju. W latach 1944–1956 prowadzono operację rozminowywania kraju, w której uczestniczyły 44 jednostki inżynieryjne (ok. 19 tys. saperów). W jej wyniku sprawdzono i rozminowano obszar o powierzchni ponad 250 tys. km² (80% powierzchni kraju). Znaleziono i usunięto 14,75 mln min różnego rodzaju i 59 mln pocisków, bomb i innej amunicji. W operacji rozminowywania śmierć poniosło 646 saperów.
Jesienią 1945 granice państwa zaczęły ochraniać specjalnie zorganizowane formacje graniczne – Wojska Ochrony Pogranicza. Wojsko angażowane było do kolejnych akcji niemilitarnych. Wysiedlało Niemców z terenów przygranicznych, zabezpieczało akcje polityczne (referendum, wybory do sejmu) oraz zajmowało się utrzymaniem porządku publicznego w rejonach przyległych do miejsc stałej dyslokacji.
W 1946 rozwiązano, ze względów oszczędnościowych, Łódzki OW, a w listopadzie 1947 utworzono Dowództwo Wojsk Lądowych, jako dowództwo operacyjne szczebla frontowego. Okręgi pełniły faktycznie rolę organów dowodzenia szczebla armijnego.
W sierpniu 1945 roku wydane zostały ściśle tajne „Wytyczne naczelnego dowódcy dla tworzenia kadr oficerskich Wojska Polskiego”. Był to dokument kształtujący politykę personalną w LWP do 1948 roku, do odsunięcia współautora i realizatora tej polityki, wiceministra Obrony Narodowej gen. Mariana Spychalskiego. Za najbardziej pożądany element ludzki, z którego chciano budować przyszłe kadry uznano uczestników podziemnych organizacji lewicowych z czasów wojny, oficerów 1 i 2 Armii Wojska Polskiego i powojennych wychowanków szkół oficerskich. Z uznaniem odniesiono się do młodej kadry oficerskiej II RP (do stopnia kapitana włącznie) jako „najwartościowszej części przedwojennego korpusu oficerskiego” i do przedwojennych oficerów rezerwy. Negatywnie odnoszono się do korpusu oficerów starszych z czasów II RP uznając go za „źle dobrany, powierzchownie wyszkolony i fałszywie selekcjonowany dla celów sanacyjno-faszystowskich”. Niemniej uznano, że tego pokroju oficerowie są przydatni w armii, ze względu na „konieczność stopniowego luzowania oficerów Armii Czerwonej na wyższych stanowiskach w Wojsku Polskim”. Co do żołnierzy Armii Krajowej, uznając ją generalnie za organizację wrogą nowej władzy, ze wstrzemięźliwą tolerancją odnoszono się do tych żołnierzy AK, którzy „walczyli i ryzykowali podczas okupacji”.
W latach 1946–1948 z ponad dwudziestu generalskich awansów, siedemnaście przypadło oficerom z II RP, w większości z obozów jenieckich (z czasem awansowało na stopień generalski blisko 60 przedwojennych oficerów).
W 1947 roku służyło w LWP jeszcze ok. półtora tysiąca oficerów radzieckich. Do końca 1951 roku mieli wszyscy opuścić Polskę. W 1949 roku gdy dowództwo LWP obejmował marsz. Rokossowski, służyło w LWP kilkuset oficerów radzieckich (wszyscy polskiego pochodzenia).
Do 1948 roku w wojsku utrzymywały się liberalne tendencje w kształtowaniu oblicza personalnego LWP, zbliżone do tych, które przyjęte zostały w Wojsku Polskim w 1918 roku, gdy stanowiska oficerskie zajmowali nie tylko legioniści, ale i oficerowie służący przedtem w państwach zaborczych.

### Koncepcje rozwoju wojska
Pierwsze prace koncepcyjne nad określeniem kształtu i charakteru Wojska Polskiego w okresie pokoju rozpoczęto już w 1945. Należało określić przede wszystkim, jak liczne wojsko ma zostać utrzymane w okresie pokoju, a także jaka ma być jego struktura organizacyjna. Studia prowadzone w SG WP wykazały, że wielkość sił zbrojnych powinna wynosić 250 tys. żołnierzy. Prace dotyczące koncepcji strategicznego użycia sił zbrojnych na wypadek wojny podjęto w 1946. Wiązało się to ze stopniowym odpływem oficerów radzieckich i zastępowaniem ich przez oficerów polskich, często absolwentów Wyższej Szkoły Wojennej.
W kwietniu 1946 gen. Stefan Mossor opracował memoriał Wstępne rozważania strategiczne nad geopolitycznym położeniem Polski. Zakładał on, że sojusz z ZSRR jest trwały i Polska może liczyć się tylko z agresją z Zachodu. Głównego przeciwnika widział w Niemczech, a w niedalekiej przyszłości w Wielkiej Brytanii oraz USA. Temu „blokowi germańskiemu” miała się przeciwstawić Polska sprzymierzona z ZSRR, w tzw. bloku słowiańskim. Autor zakładał utrzymanie życzliwych stosunków z Francją. Zakładał też, że możliwość konfliktu to sprawa odległa. Zwracał uwagę na konieczność porozumień sojuszniczych z Czechosłowacją, a w przyszłości z Rumunią. Dla prac strategicznych fundamentalne znaczenie powinno mieć, zdaniem Mossora, uzgodnienie przez Naczelnego Dowódcę WP ze Sztabem Generalnym ZSRR ogólnego planu wspólnych przygotowań wojennych.
Memoriał stał się podstawą do wydania wielu dokumentów w sprawie przygotowania terytorium kraju do wojny, między innymi w sprawie znaczenia ochronnego lasów w pasie przygranicznym nad Odrą i Nysą, wytycznych planu gospodarczego komunikacji w dziedzinie dróg publicznych, budowy dróg, zadrzewień przydrożnych, o obronie przeciwlotniczej i przeciwpożarowej itp.
Kwestia zbytniej samodzielności Wojska Polskiego w planowaniu była główną przyczyną konfliktów gen. Mossora z oficerami wywodzącymi się z Armii Czerwonej. Jednak dzięki poparciu marszałka Żymierskiego gen. Mossor mógł nadal wywierać wpływ na koncepcje rozwojowe WP.

### Rozwój organizacyjny wojska. Lata 1949–1956

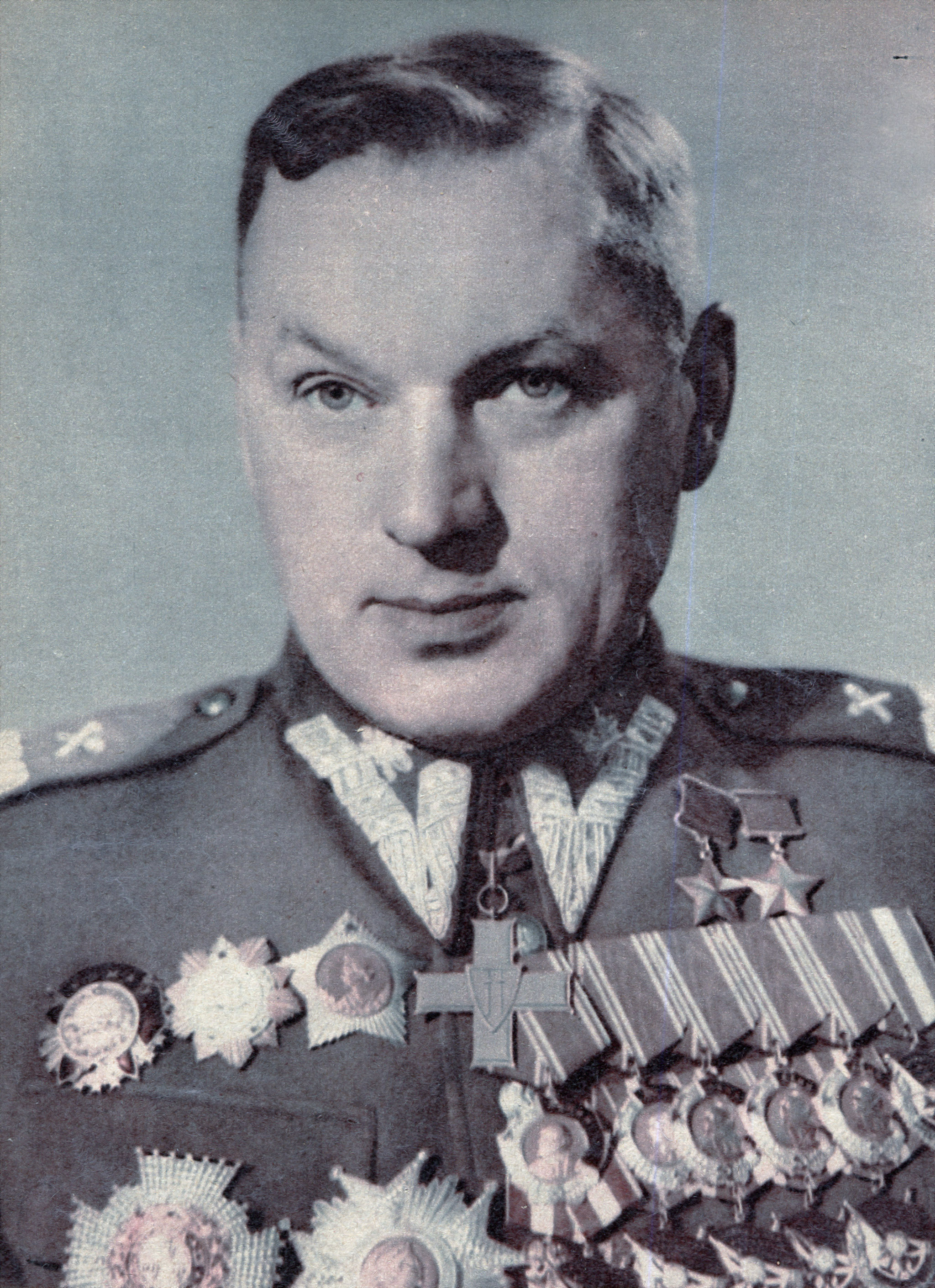
Konstanty Rokossowski w mundurze polskim

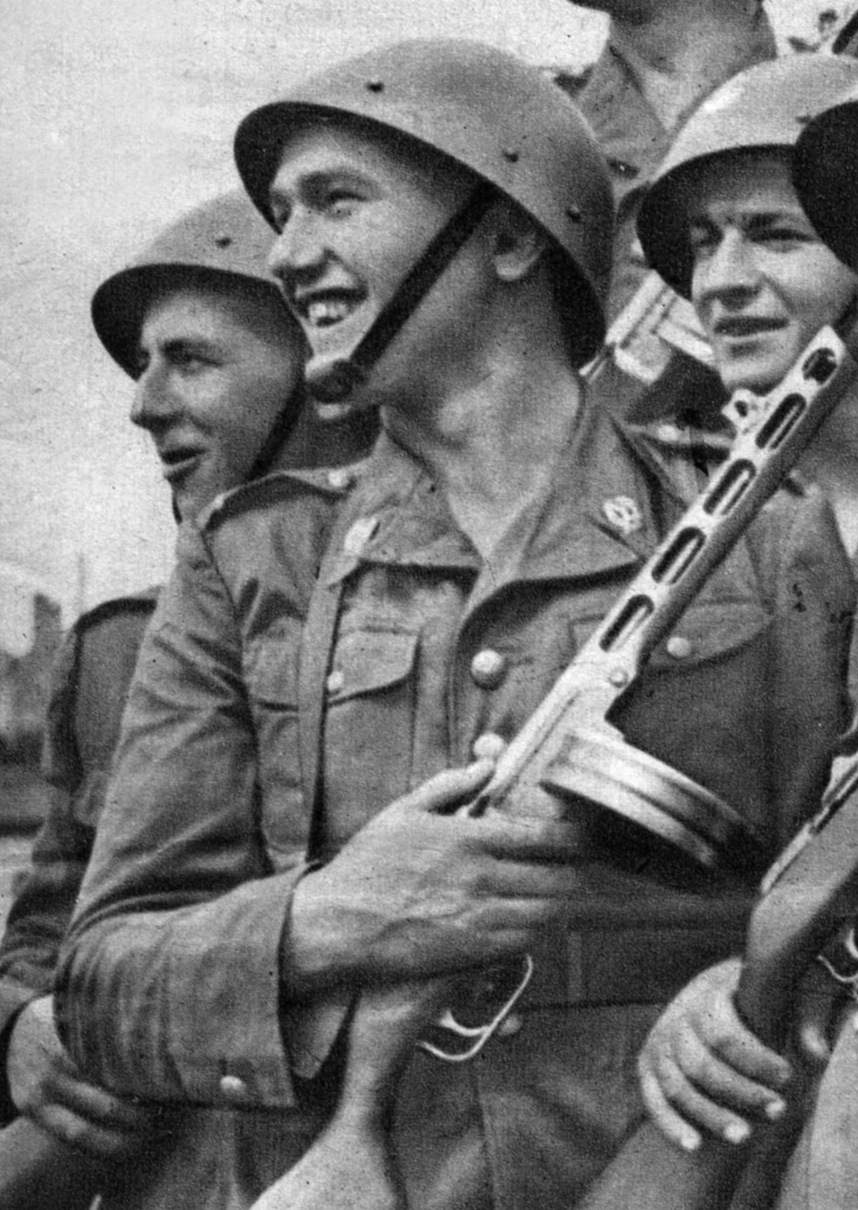
Żołnierze ludowego Wojska Polskiego w 1951 roku

Drugi etap rozwoju sił zbrojnych, za którego początek należy przyjąć rok 1949, czyli 3 lata przed formalnym powstaniem PRL, wiąże się ze zmianami społeczno-politycznymi w kraju w końcu lat 40. i z osobą marszałka Rokossowskiego, oficera radzieckiego polskiego pochodzenia, który od kilku lat przebywał w Polsce. Był dowódcą Północnej Grupy Wojsk Armii Radzieckiej, której to sztab stacjonował w Legnicy. 7 listopada 1949 został powołany na stanowisko Ministra Obrony Narodowej (objęcie dowództwa sił zbrojnych przez obywatela radzieckiego zdarzyło się tylko w Polsce, w innych krajach bloku wschodniego oficerowie z ZSRR zajmowali etaty doradców).
W efekcie redukcji wojska w latach 1945–1948 na początku 1949 liczyło ono ok. 140 tys. żołnierzy.
Głęboka redukcja wojska w latach 1945–1948 i utrata przez nie zdolności do podjęcia skutecznych działań obronnych spowodowały, że w 1949 przyjęto 7-letni plan rozbudowy wojska. Przedsięwzięcia te zbiegły się z zaostrzeniem sytuacji międzynarodowej (zob. zimna wojna, blokada Berlina Zachodniego przez ZSRR (1948-1949)). W rezultacie pod koniec 1949 Wojsko Polskie zaczęło przygotowywać się do ewentualnej wojny. Zmiana koncepcji rozwoju zbiegła się w czasie z powstaniem na Zachodzie (4 kwietnia 1949) sojuszu polityczno-wojskowego, Paktu Północnoatlantyckiego (NATO), który państwa bloku wschodniego uznały za zagrożenie. Po wybuchu wojny koreańskiej i włączeniu Polski do wyścigu zbrojeń między blokiem wschodnim i NATO, Wojsko Polskie osiągnęło apogeum rozwoju organizacyjnego. W ramach realizacji planu przyspieszonego rozwoju wojska w latach 1951–1952 sformowano dodatkowo: cztery dowództwa korpusów armijnych, dwa dowództwa korpusów lotniczych, dziesięć dywizji lotniczych, dwie dywizje zmechanizowane, siedem dywizji piechoty, pięć dywizji artylerii przeciwlotniczej, trzy brygady artylerii przeciwpancernej, trzy brygady przeciwdesantowe, sześć samodzielnych pułków czołgów.
W rezultacie stan etatowy Wojska Polskiego wzrósł w latach 1950–1951 o ponad 200% i na 1 stycznia 1952 wynosił 356 481 żołnierzy. W stosunku do liczby ludności LWP stała się jedną z najsilniejszych armii w Europie.
Organizacyjnie w skład wojsk lądowych wchodziły: szesnaście dywizji piechoty, sześć pułków czołgów i cztery pułki artylerii pancernej, trzy brygady, jeden pułk i trzy samodzielne dywizjony artylerii, trzy pułki artylerii przeciwlotniczej, cztery pułki saperów i jeden pułk pontonowy.
Wojska lotnicze dysponowały: trzema pułkami lotnictwa myśliwskiego, trzema – szturmowego, jednym – bombowców nurkujących i jednym pułkiem specjalnym (transport władz politycznych i wojskowych).
Marynarka wojenna była w początkowym stadium organizacji.
Dozbrojenie wojska wynikające z planów rozwoju spowodowało uchwalenie nowego budżetu, który zakładał planowaną wartość produkcji zbrojeniowej na lata 1950–1955 na kwotę 245 miliardów złotych, równolegle wyznaczając limity importu sprzętu wojskowego z ZSRR na 32,5 mld złotych (13,2% produkcji krajowej). W praktyce większość uzbrojenia dla Wojska Polskiego musiała być wówczas nabywana w ZSRR. W celu realizacji planu Sejm RP w grudniu 1949 uchwalił nowe kredyty wojskowe, zmieniono również plan 6-letni (działania te zlecił marszałek Rokossowski) – w efekcie w latach 1949–1954 wydatki na zbrojenia osiągnęły 15 procent dochodu narodowego, a inwestycje w sektor zbrojeniowy odbywały się kosztem inwestycji cywilnych, co w połowie lat 50. XX wieku spowodowało przejściowe załamanie gospodarcze kraju.
W 1951 roku utworzono Wojskową Akademię Techniczną.

### Stalinizacja wojska
Do wojska Polski Ludowej przysłano tzw. doradców radzieckich. Pewna liczba obywateli radzieckich skierowana została do służby w wojsku jako tzw. popi (pełniący obowiązki Polaków). W marcu 1945 roku popi stanowili prawie 53% wszystkich oficerów w siłach zbrojnych Polski Ludowej. W latach 1945–1947 przeniesiono do ludowego Wojska Polskiego 16 460 oficerów radzieckich. W grudniu 1945 roku 54 na 63 polskich generałów (86%) i 228 z 309 pułkowników (74%) stanowili oficerowie Armii Czerwonej. W sumie oficerowie radzieccy stanowili ok. 40% polskiego korpusu oficerskiego.
Pod dowództwem marsz. Polski K. Rokossowskiego od 1949 rozpoczęła się stalinizacja Wojska Polskiego (szczególny nacisk położono na ideologię, przeznaczając w szkołach oficerskich 236 godzin na szkolenia z zakresu marksizmu-leninizmu, a tylko 126 godzin zajęć z historii Polski), a od 1950 pogłębiała się coraz bardziej dalsza jego sowietyzacja (identyczne struktury organizacyjne jak w Armii Radzieckiej, podobne stany ilościowe w oddziałach i związkach taktycznych, podobne programy szkoleniowe, składanie przysięgi wojskowej zawierającej nowe sformułowanie o „sojuszu z ZSRR” itp.), również oddziałów MO i MBP.
Jednocześnie Rokossowski był za utrzymaniem w LWP polskich tradycji: salutowania dwoma palcami, orzełkami na czapkach, odznaczeń w kształcie krzyża. Jako strój galowy oficerski utrzymał dawne szasery, sztywne kołnierze z barwami rodzaju broni. Gdy wprowadzano okrągłe czapki i mundury z wykładanym kołnierzem zadecydował, by w ubiorach polowych pozostawić rogatywki i kurtki zapinane pod szyję.
1 maja 1950 Rokossowski wydał rozkaz nr 26, zatwierdzający rozpoczętą w listopadzie 1949 czystkę w korpusie oficerskim WP. Akcją usuwania niewygodnych dla ZSRR oficerów polskich i tzw. „elementu klasowo obcego” (ocenianego na ok. 18% korpusu oficerskiego), kierował gen. Stanisław Zawadzki, pod nadzorem radzieckiego attaché wojskowego gen. I. Kozaka. Całą operację nadzorował również płk Anatol Fejgin, ówczesny szef Departamentu Ministerstwa Bezpieczeństwa Publicznego. Między innymi zwolniono z WP „zasłużonego” w walkach z podziemiem niepodległościowym gen. Gustawa Paszkiewicza. Uniknął represji gen. Izydor Modelski, który przeczuwając niebezpieczeństwo odmówił powrotu do kraju. Czystce równolegle towarzyszyły aresztowania oficerów przedwojennych, którzy po 1945 zgłosili się do służby w LWP. Organizowano również procesy pokazowe, w 1951 odbyła się sprawa 4 generałów WP, tzw. proces generałów. W tzw. „procesach odpryskowych” (1950–1953), związanych z procesem wytoczonym generałom, osądzono łącznie 86 oficerów polskich – w sumie zapadło 40 wyroków śmierci, z czego wykonano 20 (m.in. skazano na śmierć 3 polskich komandorów, zasłużonych w obronie wybrzeża w 1939, w procesach pokazowych dotyczących tzw. spisku komandorów). Do 1954 wydalono z armii 9 tys. oficerów, w większości przedwojennych i pochodzących z PSZ. Sprawy informacji i „bezpieczeństwa” zostały wyłączone z II oddziału Sztabu i przekazane Głównemu Zarządowi Informacji (będącemu wówczas pod nadzorem radzieckiego kontrwywiadu wojskowego III Zarządu Głównego Ministerstwa Bezpieczeństwa Państwowego ZSRR pod kierownictwem gen. Korolewa, następnie gen. Jedynowa, ów zarząd zastąpił osławiony Smiersz), pod dowództwem płk. D. Wozniesienskiego (zięcia gen. Karola Świerczewskiego) oraz płka. Antoniego Skulbaszewskiego.
Na początku 1951 główna siedziba wojsk radzieckich, które stacjonowały w Polsce, została przeniesiona do podwarszawskiej Jabłonny. Jednocześnie trwała wymiana kadr dowódczych w LWP, szefem sztabu został gen. Jerzy Bordziłowski, a inspektorem sił zbrojnych Polski, sowiecki gen. I. Suchow. Dowódcą lotnictwa został gen. Iwan Turkiel (zastąpił gen. Aleksandra Romeykę), a dowódcą polskiej marynarki wojennej został admirał sowiecki Wiktor Czerokow.
Ideologizacja LWP była wyraźna zwłaszcza w programach szkoleniowych, K. Rokossowski zatwierdził 1 czerwca 1951 „Wytyczne Organizacyjno-Metodyczne dla Szkół Oficerskich WP”, gdzie podkreślano, iż szkoły oficerskie były średnimi uczelniami wojskowymi, których celem było wychowanie podchorążych „na pełnowartościowych obywateli oddanych Polsce Ludowej i sprawie budowy socjalizmu”. W naborze i dalszej karierze oficerów WP zaczęło zatem dominować kryterium polityczne, zwłaszcza że w wytycznych podkreślano, że „wyszkolenie będzie przebiegało w duchu najgłębszej przyjaźni i sojuszniczej wierności w stosunku do ZSRR, miłości i przywiązania do wodza postępowej ludzkości Józefa Stalina, w duchu braterstwa broni z Armią Radziecką”. Rzemiosło wojskowe miało być opanowane przez polskich podchorążych poprzez „naukę doświadczeń bojowych Armii Radzieckiej i wpajanie zasad Stalinowskiej Nauki Wojennej”.

### Wojsko po „odwilży październikowej”
Rezultatem przemian październikowych były poważne zmiany kadrowe w Wojsku Polskim. Odwołano ze stanowiska Ministra Obrony Narodowej marszałka Polski Konstantego Rokossowskiego oraz zajmujących wysokie stanowiska dowódcze oficerów Armii Radzieckiej. Nowym ministrem został gen. Marian Spychalski. Do służby w wojsku przywrócono wielu represjonowanych oficerów. Nie wpłynęło to w większym stopniu na kierunki rozwoju sił zbrojnych, które to nadal stanowiły ważne ogniwo Układu Warszawskiego.
17 grudnia 1956 r. została podpisana, precedensowa w krajach socjalistycznych, polsko-radziecka umowa o statusie prawnym wojsk radzieckich stacjonujących czasowo w Polsce, kładąca kres bezumownemu przebywaniu wojsk radzieckich w Polsce. Zakładała m.in., że stacjonowanie wojsk radzieckich nie może naruszać suwerenności państwa polskiego i nie może prowadzić do ingerencji w wewnętrzne sprawy PRL (art. 1 umowy). Umowa stała się podstawą do innych umów, które regulowały kwestię limitu liczebności stacjonujących wojsk (40 tys. wojsk lądowych, 17 tys. wojsk lotniczych i 7 tys. marynarki), zasad przemieszczania się jednostek radzieckich po terytorium Polski po ich uprzednim notyfikowaniu władzom polskim, zasady odbywania ćwiczeń (przy udziale polskich obserwatorów wojskowych), odszkodowań za straty poczynione w związku z ćwiczeniami oraz opłat za posiadanie baz wojskowych.

### Doktryna wojenna
W 1950 zarzucono prace nad kształtowaniem własnej myśli strategicznej, przyjmując radziecką doktrynę wojenną. Wojsko Polskie miało być częścią sił bloku wschodniego na środkowoeuropejskim teatrze działań wojennych, a plany operacyjne przyjęte w 1965 obejmowały działania tzw. Frontu Polskiego na kierunku nadmorskim oraz obronę wybrzeża. Już w maju 1950 pod kierownictwem marszałka Konstantego Rokossowskiego przeprowadzono ćwiczenia dotyczące organizacji i prowadzenia operacji Frontu Nadmorskiego. Koncepcje użycia SZ PRL były odbiciem doświadczeń radzieckich z końcowego okresu drugiej wojny światowej. Dynamicznie miała wzrastać liczebność wojsk pancernych zmechanizowanych. Przyszłe pole walki miało być teatrem bitew pancerno-zmechanizowanych, a taktyka i sztuka operacyjna preferowały działania ofensywne.

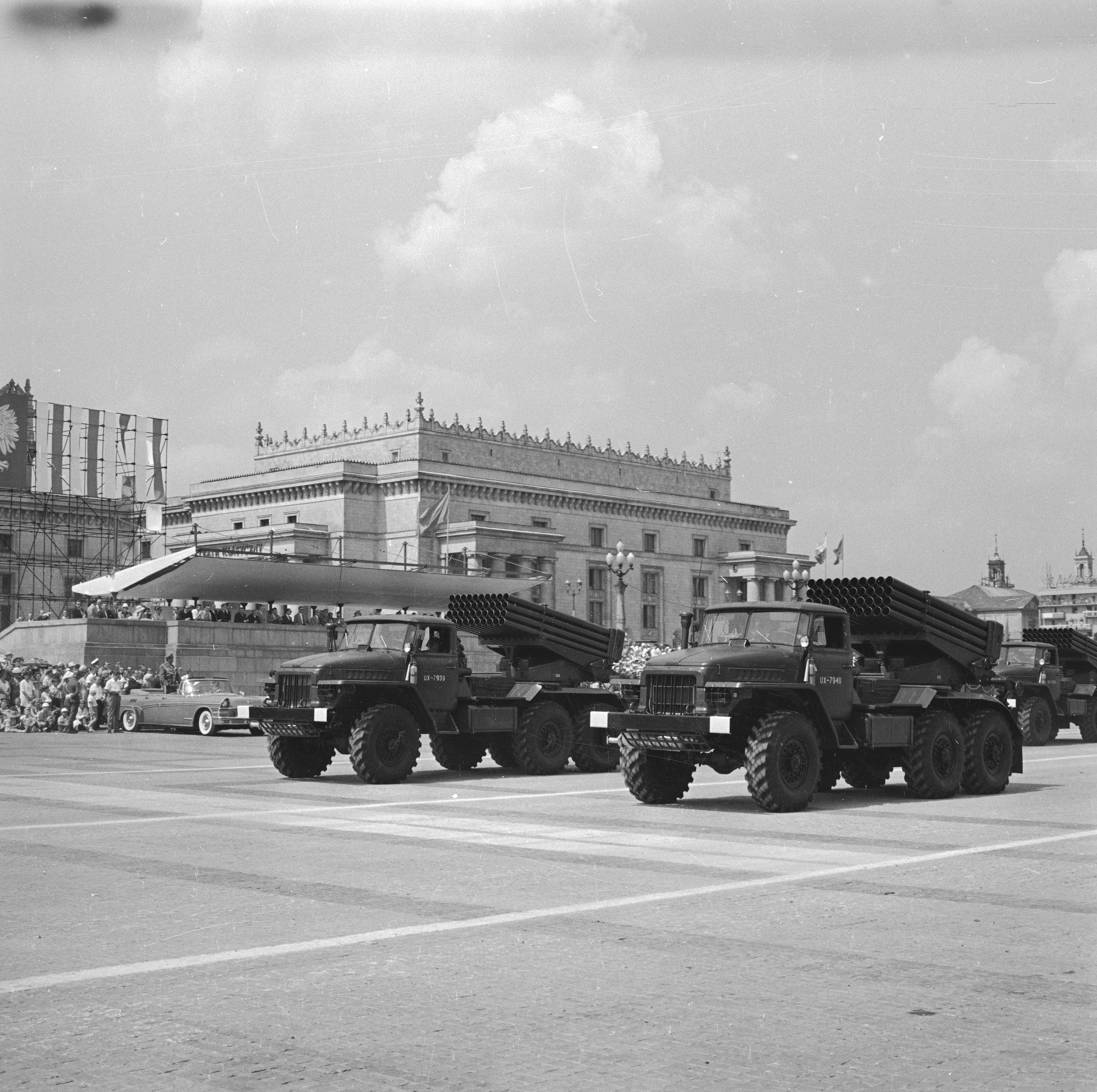
Wyrzutnie rakiet BM-21 „Grad” na samochodach Ural 375D podczas Parady 1000-lecia państwa Polskiego i 22-Lecia Polskiej Rzeczypospolitej Ludowej na placu Defilad w Warszawie, 22 lipca 1966

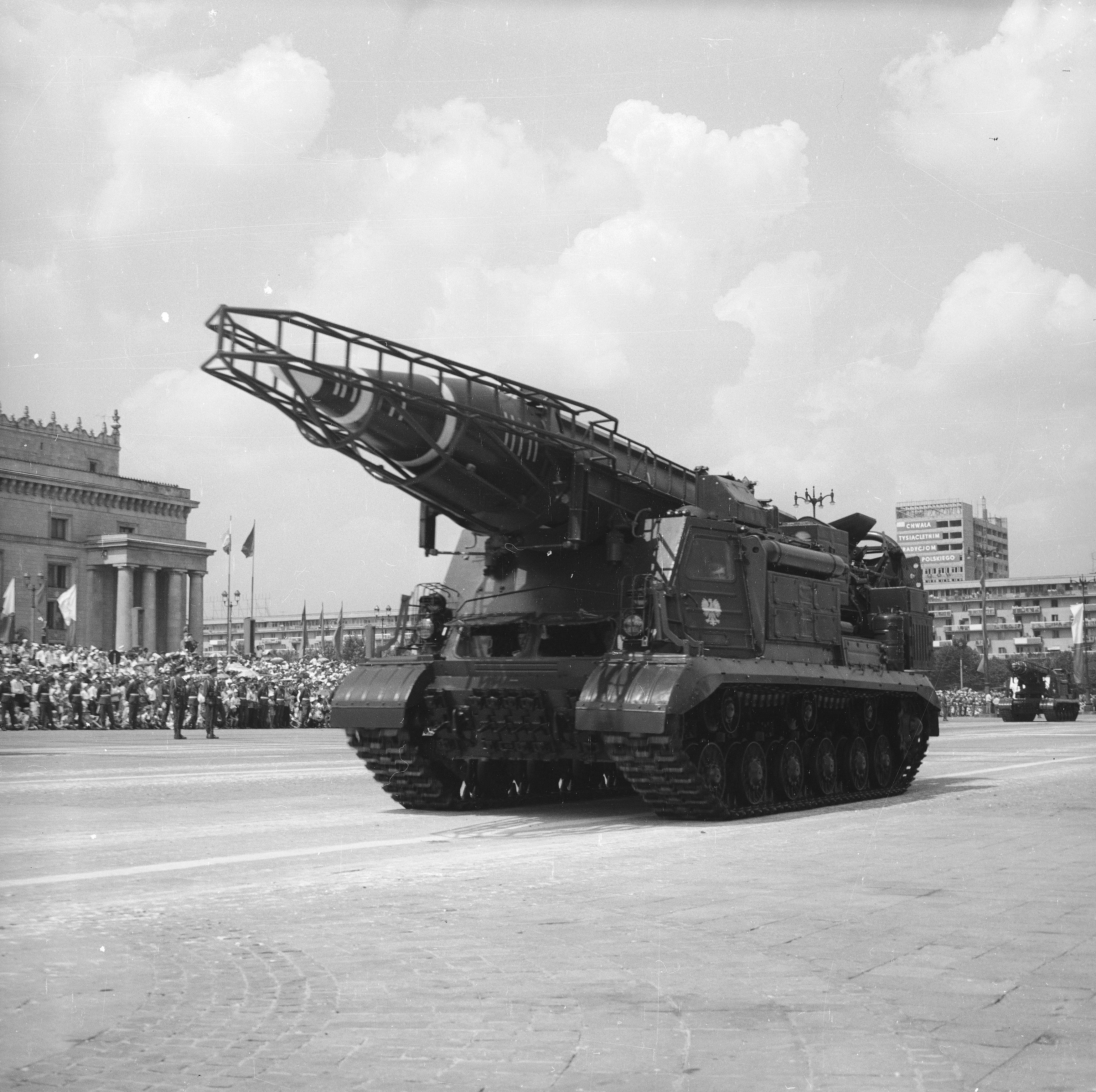
Wyrzutnia rakiet 2P19 podczas Parady 1000-lecia państwa Polskiego i 22-Lecia Polskiej Rzeczypospolitej Ludowej na placu Defilad w Warszawie, 22 lipca 1966

W 1961 zespół pod kierownictwem Marszałka Polski Mariana Spychalskiego opracował pierwszą polską doktrynę wojenną po II wojnie światowej pt. „Podstawowe założenia ludowej obronności”. Znalazła ona praktyczne odzwierciedlenie w przyjętym w 1962 roku „Planie operacyjnym obrony terytorialnej kraju”. Pod koniec lat sześćdziesiątych opracowana została kolejna doktryna, którą wdrożono w życie w 1973. Doktryna ta zawarta w dokumencie „Węzłowe założenia obronne Polskiej Rzeczypospolitej Ludowej” miała swoje kolejne edycje w 1978 i 1985 r., które uwzględniały zmiany zimnowojennych uwarunkowań międzynarodowych. Według założeń, Polska na wypadek wojny miała wziąć udział w działaniach zbrojnych w ramach Zjednoczonych Sił Zbrojnych Układu Warszawskiego wydzielając w ich skład wojska operacyjne w sile Frontu tworzącego tzw. „Układ zewnętrzny”. Jednocześnie dla obrony terytorium kraju przed napadem środków powietrznych (lotnictwa i rakiet), desantami powietrznymi i morskimi oraz działaniami grup dywersyjnych utworzony został „Układ wewnętrzny” złożony z: Wojsk Obrony Powietrznej Kraju (WOPK), Wojsk Obrony Terytorialnej Kraju (WOTK) oraz Obrony Cywilnej. W czasie mobilizacji planowano powołać ok. 1,1 mln żołnierzy, z czego 450 tys. miały stanowić wojska operacyjne tworzące Front Polski, a 650 tys. wojska przeznaczone do obrony terytorium kraju.

### Dalszy rozwój wojska

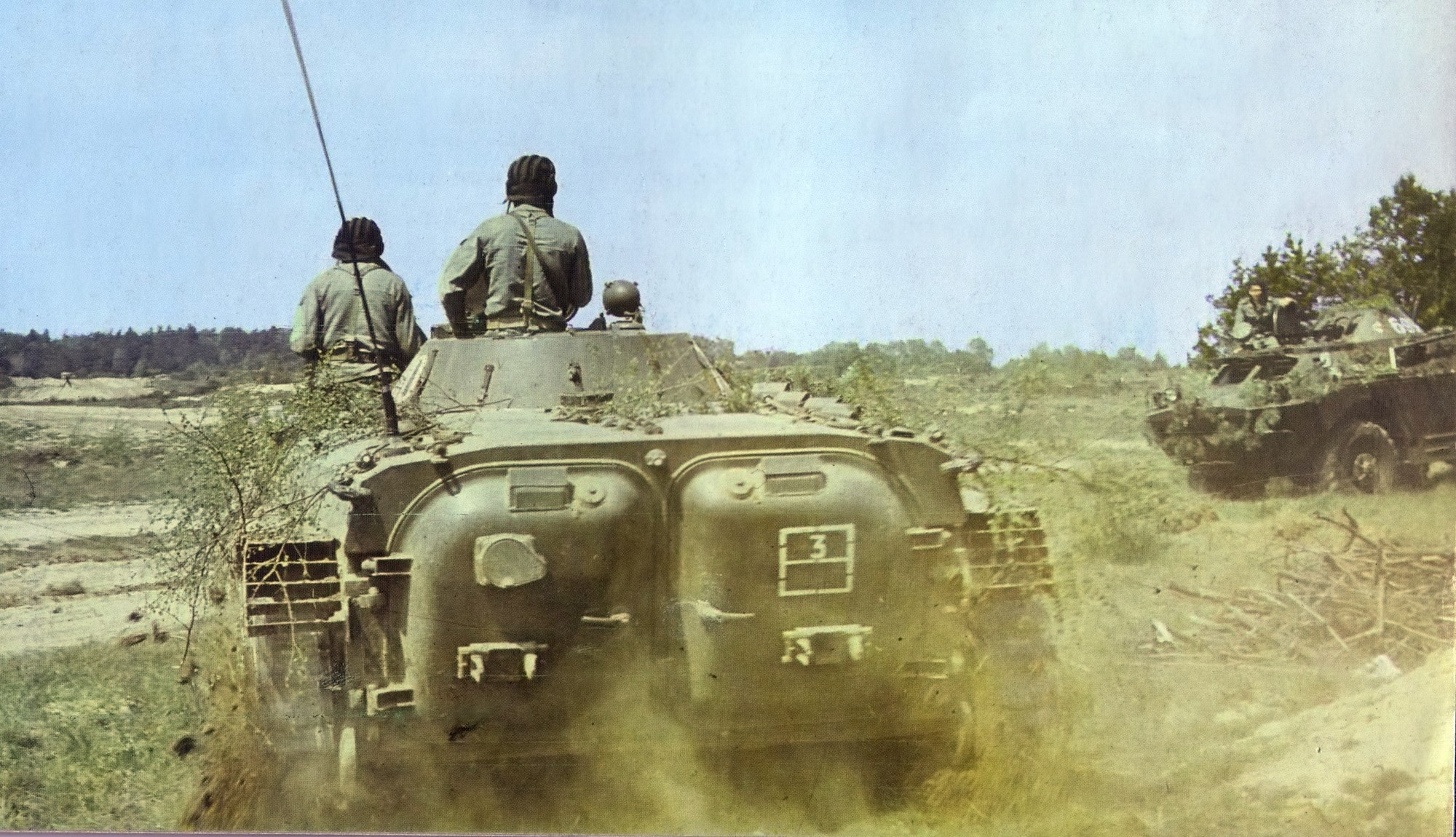
Pododdziały zmechanizowane WP

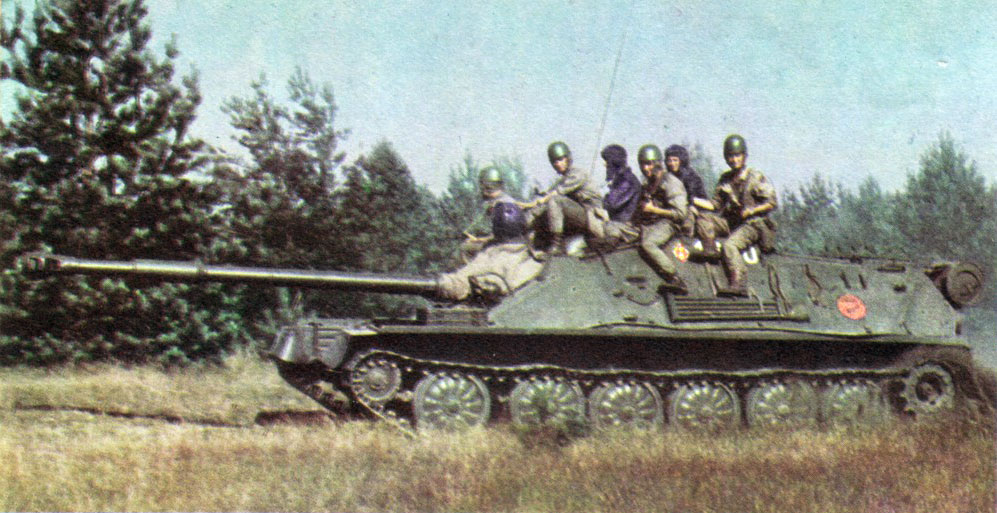
Wojska powietrznodesantowe WP (6 DPD)

Od 1953 stopniowo redukowano liczebność WP. W okresie od 1955 do 1958 liczebność wojska spadła o ok. 50%, szeregi wojska opuściło 200 tys. żołnierzy. W 1956 większość kadry oficerskiej Armii Radzieckiej opuściła Polskę, wraz z marszałkiem Konstantym Rokossowskim (władze PRL zaakceptowały pozostanie 7 generałów i 5 pułkowników). Po 1956 kilkukrotnie modernizowano WP, utrzymując stałą liczebność na poziomie 200–300 tys. żołnierzy.
W 1955 Polska weszła w skład sojuszu wojskowego Układu Warszawskiego, który powstał w odpowiedzi na włączenie Republiki Federalnej Niemiec do sojuszu NATO. Układ podpisano 14 maja 1955 w Warszawie. Polska wydzieliła w skład sojuszu wojska operacyjne, które na wypadek wojny tworzyły tzw. Front Nadmorski liczący ok. 400 tys. żołnierzy.
Redukcja wojska w latach 1955–1957 związana była z jednoczesną modernizacją techniczną. Utworzono cztery dywizje pancerne. Stopniowo przekształcono dywizje piechoty w dywizje zmechanizowane. Zorganizowano dywizje powietrznodesantową i desantową. W rezultacie przygotowano Siły Zbrojne PRL do działań w warunkach użycia broni masowego rażenia.
Po 1956 roku przestały obowiązywać w wojsku kryteria klasowe przy kształtowaniu kadry oficerskiej. Przy przyjęciu do szkoły oficerskiej od tej pory wymagano matury, a ci, którzy będąc już oficerami nie posiadali jej, zostali skierowani na kursy doszkalające (zakończenie procesu uzyskania wykształcenia na poziomie maturalnym w korpusie oficerskim wyznaczono na rok 1961) .
8 września 1957 roku na lotnisku na Bemowie w Warszawie z okazji Tygodnia Lotnictwa, prawie 300 tysięczna publiczność obserwowała wielkie pokazy lotnicze z udziałem 400 jednostek latających.
W 1958 roku powstała Wojskowa Akademia Medyczna.
W 1957 roku, podczas wizyty władz polskich w ZSRR, strona polska zabiegała o licencję na produkcję MiGa-21, na co strona radziecka nie wyraziła zgody, ze względu na brak zaufania do polskiej generalicji oraz łatwość, z jaką tajemnice produkcyjne mogą przeniknąć z Polski na Zachód. Sprawa ta doprowadziła do kłótni W. Gomułki i N. Chruszczowa. Emocji nie budziła natomiast kwestia wydzierżawienia przez stronę radziecką 2 niszczycieli i 4 ścigaczy.
W drugiej połowie lat pięćdziesiątych Naczelny Dowódca Układu Warszawskiego, marszałek Iwan Koniew, planował, by polskie siły zbrojne do 1965 roku zostały przezbrojone. Władysław Gomułka był gotów poprzeć ten plan i wynikające z niego zakupy uzbrojenia w ZSRR oraz maszyn i surowców dla przemysłu zbrojeniowego, pod warunkiem, że strona radziecka zbilansuje te zakupy nabywając w PRL m.in. śmigłowce Mi-1, samoloty Jak-12, oraz zezwoli na eksport na rynki trzecie uzbrojenia produkowanego w Polsce na radzieckiej licencji. Jednocześnie domagał się rozpoczęcia produkcji MiGa-19 w Polsce.
Przezwyciężenie trudności w relacjach z ZSRR odnośnie do przezbrojenia lotnictwa władze polskie próbowały osiągnąć dwoma ścieżkami. Jedną była modernizacja licencyjnego MiGa-17 produkowanego pod nazwą „Lim”, drugą zaś tworzenie własnych konstrukcji, głównie na potrzeby szkoleniowe, jak TS-8 „Bies” i TS-11 „Iskra”. Od 1961 roku Polska zaczęła eksportować do ZSRR samoloty An-2 i dostarczać zapasowe silniki do nich na korzystnych warunkach. Nie udały się natomiast próby techniczne nowego samolotu Lim w zmodernizowanej wersji Lim-6. Sceptyczni w stosunku do tej konstrukcji wojskowi radzieccy naciskali na zaprzestanie produkcji Lim-ów. We wrześniu 1961 roku Władysław Gomułka uzyskał zgodę władz ZSRR na zakup przez PRL MiGów-17. Władze ZSRR wbrew staraniom Gomułki udzieliły licencji na produkcję MIG-ów Czechosłowacji. Chcąc zintensyfikować przezbrajanie Wojska Polskiego, wicepremier Piotr Jaroszewicz zwrócił się w lipcu 1961 roku o zgodę władz radzieckich na przekazanie Polsce dokumentacji technicznej pozwalającej produkować na terenie Polski śmigłowiec Mi-4 oraz czołg T-55. Zgodę taką uzyskał w listopadzie tego roku.

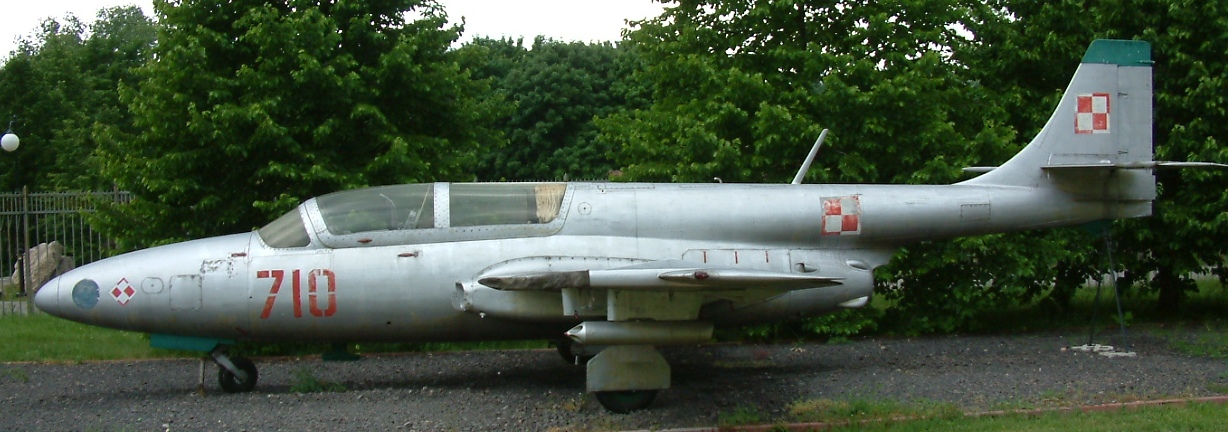
TS-11 Iskra bis B, widok z boku, Muzeum Uzbrojenia w Poznaniu

Z początkiem 1962 roku rozpoczęto proces rakietyzacji Wojska Polskiego wprowadzając na uzbrojenie rakiety taktyczne, taktyczno-operacyjne, przeciwpancerne i przeciwlotnicze. Jednocześnie rozpoczęto formowanie dywizjonów rakietowych. Już w 1961 roku PRL uzyskała licencję na produkcję radzieckich przeciwpancernych rakiet „Trzmiel”.
W 1962 roku przywódca ZSRR Chruszczow zgłosił propozycję zastąpienia radzieckich i amerykańskich wojsk okupacyjnych na terytorium niemieckim przez wojska innych krajów NATO i Układu Warszawskiego. Siły radzieckie miały być zastąpione wojskami polskimi.
W 1965 rozpoczęto rozbudowę systemu obrony terytorialnej, którego zadaniem była ochrona ludności cywilnej w warunkach wojny. Liczebność wojsk OTK po mobilizacji wynosiła ok. 650 tys. żołnierzy. W tym samym roku ustabilizował się skład bojowy wojsk operacyjnych, które składały się z piętnastu dywizji ogólnowojskowych, w tym: pięć pancernych, osiem zmechanizowanych (z tego trzy o pełnych stanach osobowych, trzy szkolne i dwie głęboko skadrowane), jedna desantowa i jedna powietrznodesantowa. Taki skład przetrwał do 1986, kiedy to przekształcono dywizje desantową i powietrznodesantową w brygady. W 1988 dwie szkolne dywizje zmechanizowane (2 DZ i 15 DZ) i dwie skadrowane dywizje zmechanizowane (3 DZ i 9 DZ) przekształcono w bazy materiałowo-techniczne. W 1989 wszystkie dywizje pancerne przeformowano na dywizje zmechanizowane. Ogólna liczba dywizji zmniejszyła się z 15 do 9.
Od 1967 roku szkoły oficerskie zaczęto przekształcać w wyższe szkoły zawodowe pierwszego stopnia z czteroletnim cyklem nauczania; absolwenci uzyskiwali tytuł inżyniera-dowódcy. W ten sposób przygotowano kadrę odpowiadającą wymogom nowoczesnego pola walki. W rezultacie tej polityki w 1980 roku 70% oficerów miało wyższe wykształcenie .

### Broń jądrowa na terytorium Polski
Od połowy lat 60 XX w. Wojsko Polskie dysponowało środkami przenoszenia broni jądrowej. Według ustaleń Instytutu Pamięci Narodowej, dokonanych na podstawie odtajnionych akt tzw. Operacji „Wisła”, WP na wypadek wojny otrzymywało do dyspozycji ok. 180 ładunków jądrowych (głowic pocisków rakietowych i bomb lotniczych). Broń jądrową dostarczono na podstawie umowy Ministerstwa Obrony Narodowej PRL i ZSRR podpisanej w 1967. Zgodnie z tą umową na terenach zachodniej Polski powstały trzy magazyny broni jądrowej, kontrolowane przez rosyjskie jednostki Specnazu. Obiekty te znajdowały się w Templewie, Brzeźnicy-Kolonii oraz w Podborsku. W przypadku konfliktu z państwami NATO, broń jądrowa z tych magazynów miała być przekazywana polskim jednostkom wojsk rakietowych i artylerii posiadającym na uzbrojeniu 71 wyrzutni rakiet taktycznych i taktyczno-operacyjnych. Jej użycie, zgodnie z doktryną wojenną Układu Warszawskiego, miało nastąpić tylko w przypadku wcześniejszego ataku jądrowego ze strony państw NATO. Uderzenia jądrowe miały być wykonane w ramach operacji Frontu Nadmorskiego głównie na składy i środki przenoszenia broni masowego rażenia przeciwnika, jego zgrupowania wojsk oraz na stanowiska dowodzenia. Nie przewidywano uderzeń na ośrodki miejskie ze względu na niewielką moc posiadanych ładunków jądrowych oraz niewystarczający zasięg posiadanych rakiet. Decyzję o użyciu broni jądrowej mogło wydać tylko Dowództwo Zjednoczonych Sił Zbrojnych Układu Warszawskiego. Takich kompetencji nie mieli dowódcy WP.

### Udział w operacjach militarnych i milicyjnych
W okresie PRL oddziały Wojska Polskiego dwukrotnie uczestniczyły w tłumieniu protestów robotniczych:

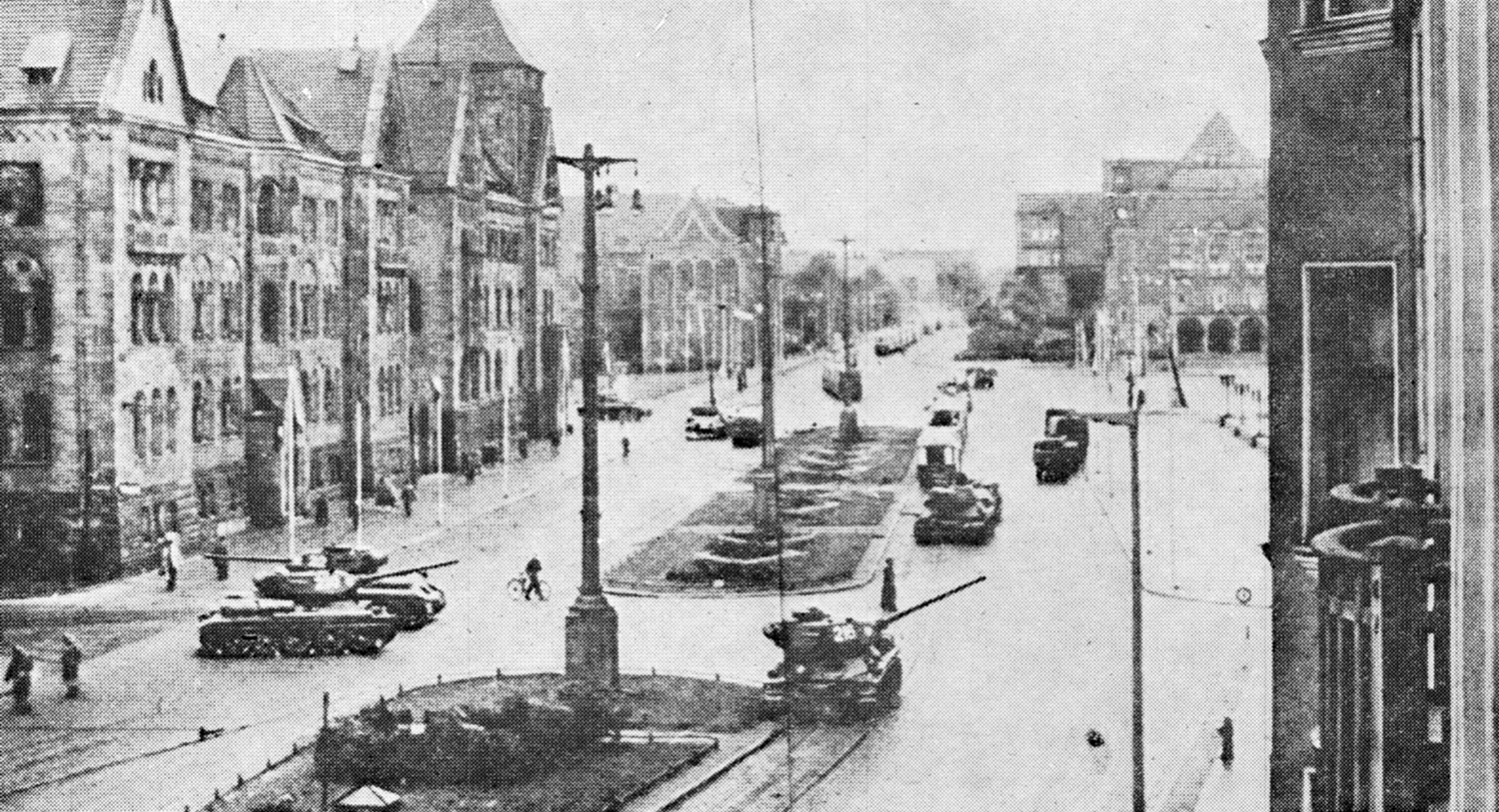
Czołgi LWP wysłane do tłumienia Poznańskiego Czerwca 1956 na ul. Czerwonej Armii przy Placu Stalina

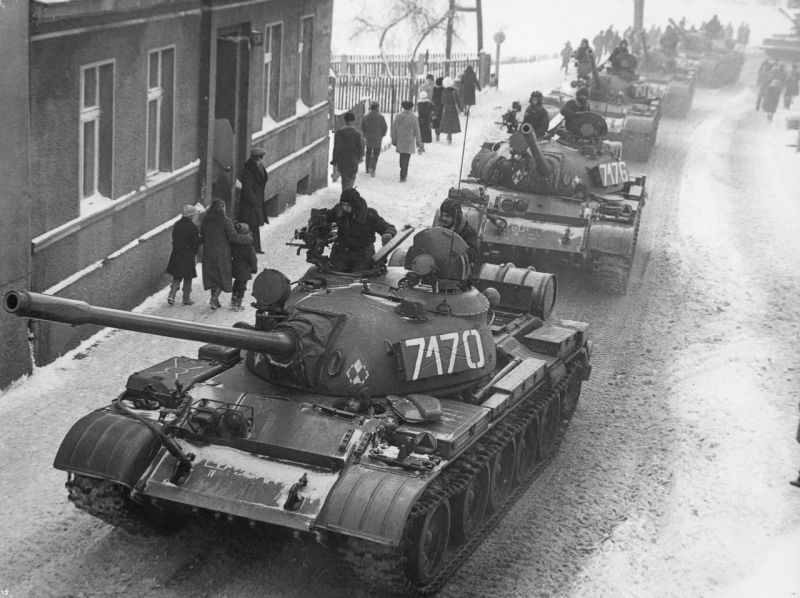
Czołgi T-55 ludowego Wojska Polskiego w czasie stanu wojennego 1981-1983 w Zbąszyniu

- W czasie poznańskiego czerwca 1956 oddziałów wojska użyto do rozproszenia demonstracji robotniczych, gdyż władze państwowe nie dysponowały wystarczającą ilością sił milicyjnych uznając, że w kraju tzw. „demokracji ludowej” nie będą one potrzebne. Jednostki wojskowe ściągnięte z poligonów nie były przygotowane do udziału w tego typu działaniach, co zmusiło je do zastosowania czołgów i transporterów opancerzonych, które w ocenie dowódców miały oddziaływać psychologicznie zniechęcając robotników do udziału w zamieszkach. Sytuację pogarszał fakt, że w rękach demonstrantów znajdowało się ok. 300 szt. broni strzeleckiej pozyskanej z rozbitych posterunków milicji, więzienia przy ul. Młyńskiej oraz ze studiów wojskowych poznańskich uczelni. Dowodzący wówczas jednostkami WP gen. Stanisław Popławski był bezpośrednio odpowiedzialny za śmierć 74 osób[53] i ponad 500 rannych demonstrantów.
- Oddziały Wojska Polskiego brały udział w pacyfikacji Wybrzeża w grudniu 1970. Rozkaz do włączenia się jednostek wojska do tłumienia wystąpień robotniczych wydał na wniosek władz politycznych gen. Wojciech Jaruzelski. Podobnie jak w czerwcu 1956 wynikało to z faktu braku wystarczających sił milicyjnych, które nie były w stanie przeciwstawić się manifestacjom robotników niezadowolonych z pogarszającej się sytuacji materialnej po podwyżkach cen artykułów żywnościowych.

Wojsko Polskie wzięło udział w interwencji wobec Czechosłowacji w 1968, w ramach tzw. Operacji Dunaj, przedstawianej propagandowo jako interwencja „w obronie zdobyczy socjalizmu”, mającej stłumić dążenia Czechosłowacji do liberalizacji życia politycznego i uniezależnienia się od wpływów ZSRR, powstałe na fali wydarzeń praskiej wiosny z roku 1968. W operacji tej wzięły udział siły WP w liczbie 18,5 tys. żołnierzy (na ogólną liczbę 450 tys. sił interwencyjnych), dysponujące 471 czołgami i 542 transporterami opancerzonymi. MON poniosło łączne koszty interwencji w wysokości 441 mln złotych i 340 tys. koron czechosłowackich. Oddziałami SZ PRL (2 AWP) biorącymi udział w akcji, dowodził ówczesny dowódca Śląskiego Okręgu Wojskowego, gen. Florian Siwicki.
W 1981 jednostki SZ PRL uczestniczyły w pacyfikacji opozycji demokratycznej, po wprowadzeniu w dniu 13 grudnia 1981 stanu wojennego. W dniu ogłoszenia stanu wojennego w bezpośrednich działaniach wzięło udział 70 tys. żołnierzy, 1750 czołgów, 1400 pojazdów opancerzonych, 500 wozów bojowych, oraz kilka tysięcy samochodów wojskowych (ok. 9000 razem z pojazdami milicyjnymi).

## Organizacja Sił Zbrojnych PRL w 1988

### Wojska operacyjne

#### Warszawski Okręg Wojskowy

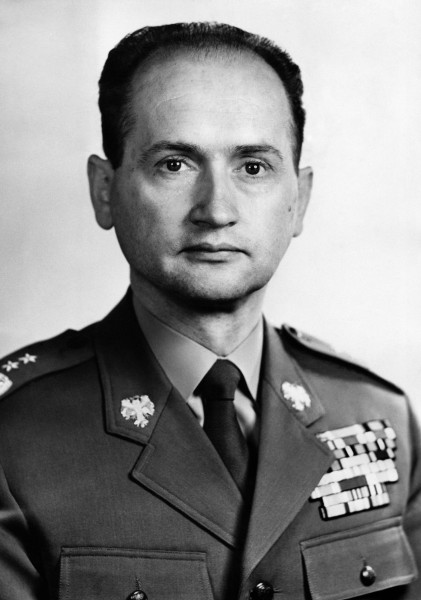
Wojciech Jaruzelski – Szef Sztabu Generalnego Wojska Polskiego, (1968)

- Dowództwo Warszawskiego Okręgu Wojskowego (Warszawa)
  - 1 Warszawska Dywizja Zmechanizowana im. Tadeusza Kościuszki (Legionowo)
  - 3 Pomorska Dywizja Zmechanizowana im. Romualda Traugutta (Lublin)
  - 9 Drezdeńska Dywizja Zmechanizowana (Rzeszów)
  - 6 Pomorska Brygada Powietrznodesantowa (Kraków)

#### Pomorski Okręg Wojskowy
- Dowództwo Pomorskiego Okręgu Wojskowego (Bydgoszcz)
  - 8 Drezdeńska Dywizja Zmechanizowana im. Bartosza Głowackiego (Koszalin)
  - 12 Dywizja Zmechanizowana im. Armii Ludowej (Szczecin)
  - 15 Dywizja Zmechanizowana im. Gwardii Ludowej (Olsztyn)
  - 16 Kaszubska Dywizja Pancerna (Elbląg)
  - 20 Warszawska Dywizja Pancerna im. marsz. Konstantego Rokossowskiego (Szczecinek)
  - 7 Łużycka Brygada Obrony Wybrzeża (Gdańsk)

#### Śląski Okręg Wojskowy
- Dowództwo Śląskiego Okręgu Wojskowego (Wrocław)
  - 2 Warszawska Dywizja Zmechanizowana im. gen. Henryka Dąbrowskiego (Nysa)
  - 4 Pomorska Dywizja Zmechanizowana im. Jana Kilińskiego (Krosno Odrzańskie)
  - 5 Saska Dywizja Pancerna im. gen. bryg. Aleksandra Waszkiewicza (Gubin)
  - 10 Sudecka Dywizja Pancerna im. Bohaterów Armii Radzieckiej (Opole)
  - 11 Drezdeńska Dywizja Pancerna im. Jana III Sobieskiego (Żagań)

#### Wojska Lotnicze
- Dowództwo Wojsk Lotniczych Poznań

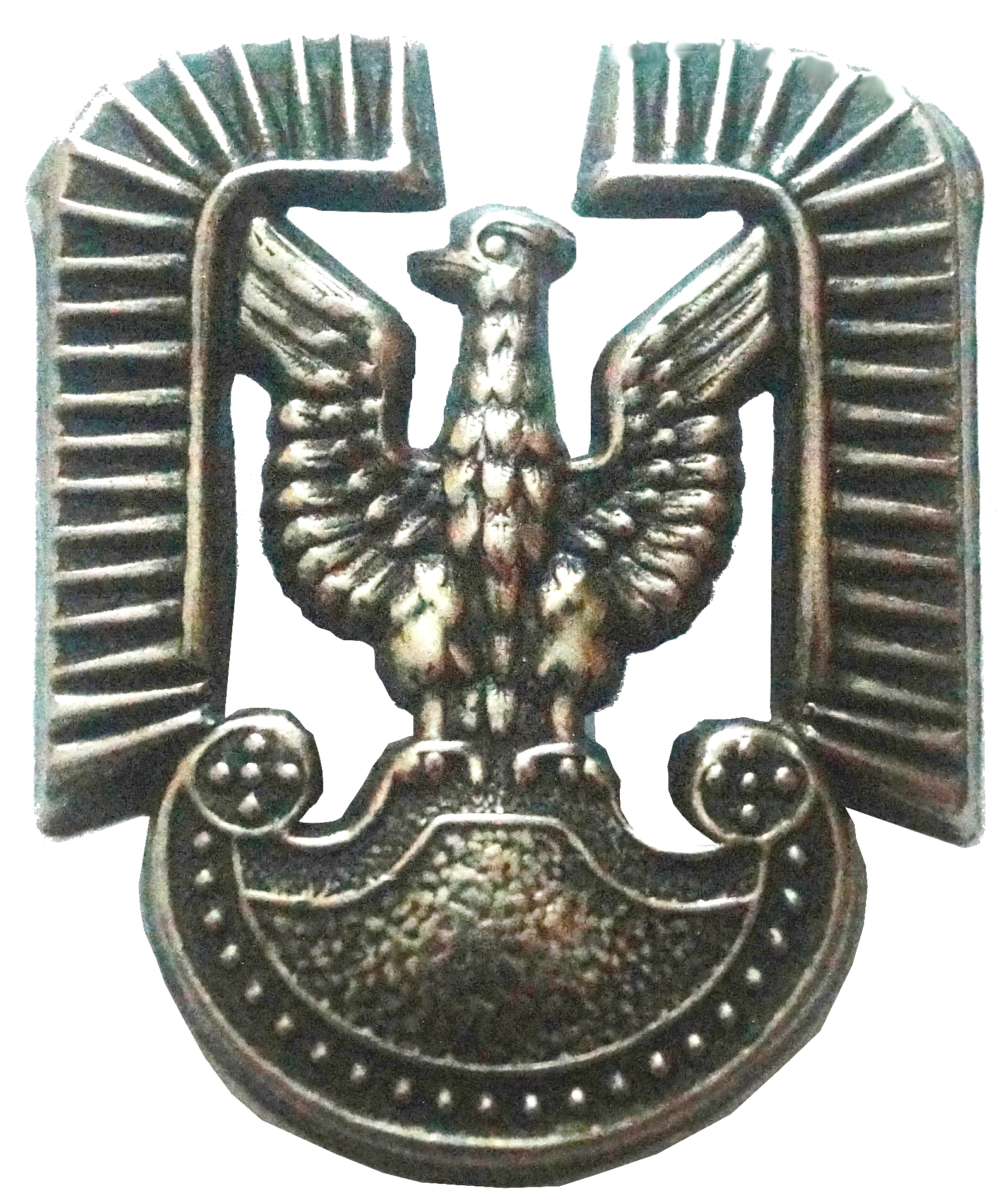
Orzełek lotniczy

  - 2 Brandenburska Dywizja Lotnictwa Myśliwsko-Bombowego (Piła)
  - 3 Brandenburska Dywizja Lotnictwa Myśliwsko-Bombowego (Świdwin)
  - 4 Pomorska Dywizja Lotnictwa Myśliwskiego im. gen. bryg. pil. Józefa Smagi (Malbork)

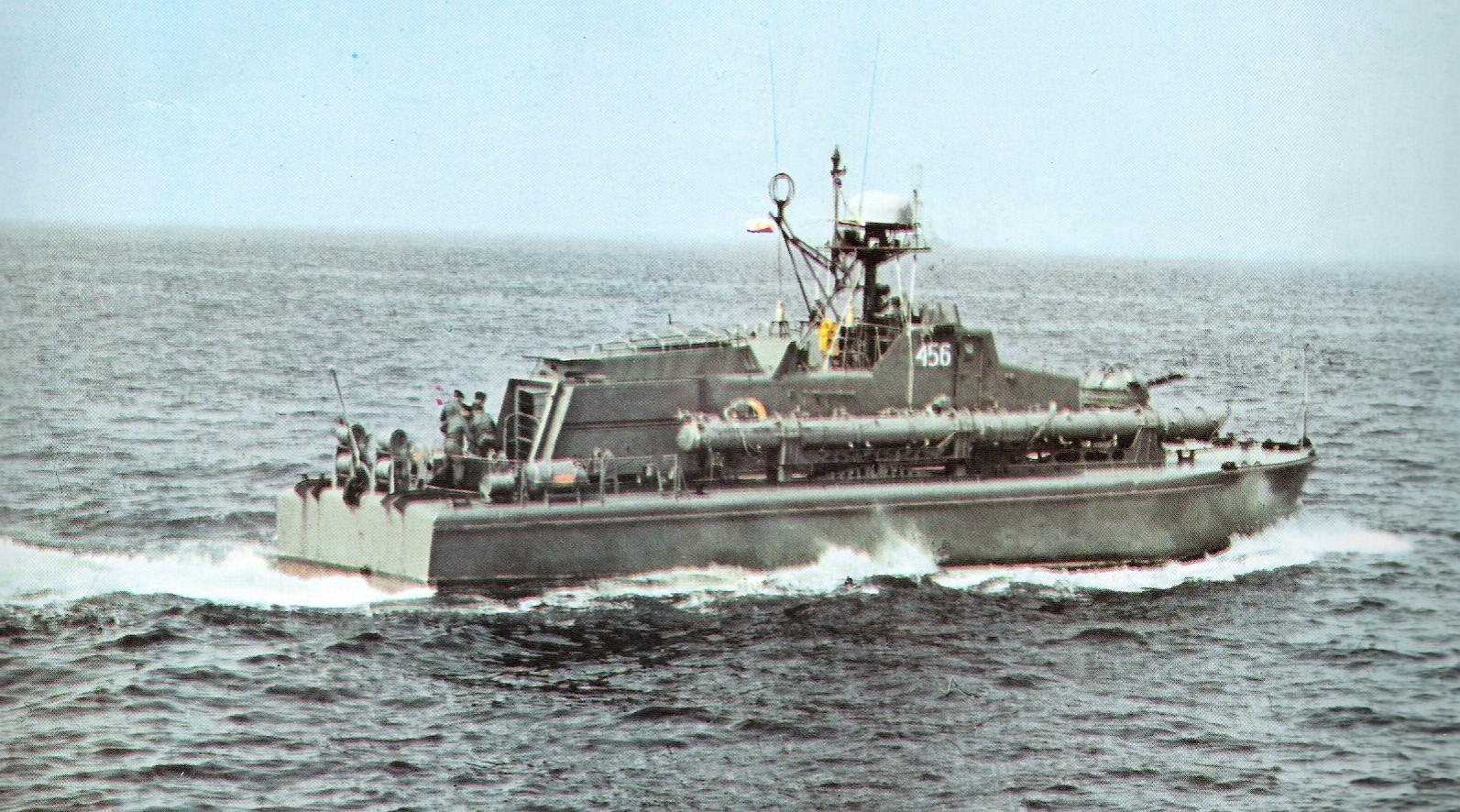
ORP „Sprawny” w MW PRL

#### Marynarka Wojenna

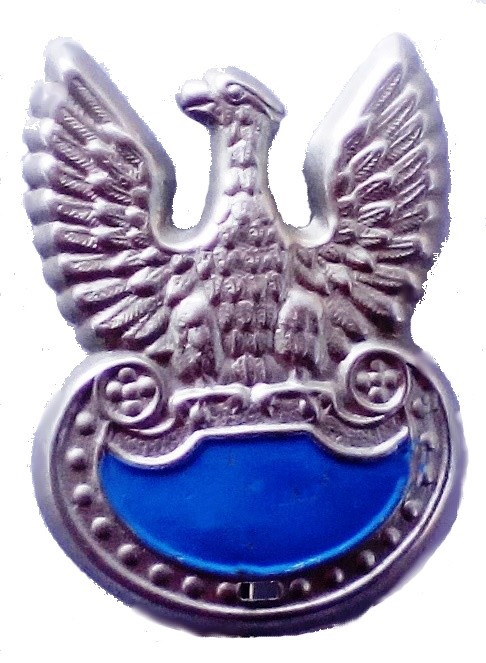
Orzełek Marynarki Wojennej

- Dowództwo Marynarki Wojennej Gdynia
- 3 Flotylla Okrętów Gdynia Oksywie

### Wojska Obrony Terytorialnej Kraju (OTK )

#### Wojska Obrony Powietrznej Kraju
- Dowództwo Wojsk Obrony Powietrznej Kraju Warszawa
  - 1 Korpus Obrony Powietrznej Kraju (Warszawa)
  - 2 Korpus Obrony Powietrznej Kraju (Bydgoszcz)
  - 3 Korpus Obrony Powietrznej Kraju (Wrocław)

#### Siły obrony terytorialnej Marynarki Wojennej.
- 8 Flotylla Obrony Wybrzeża Świnoujście

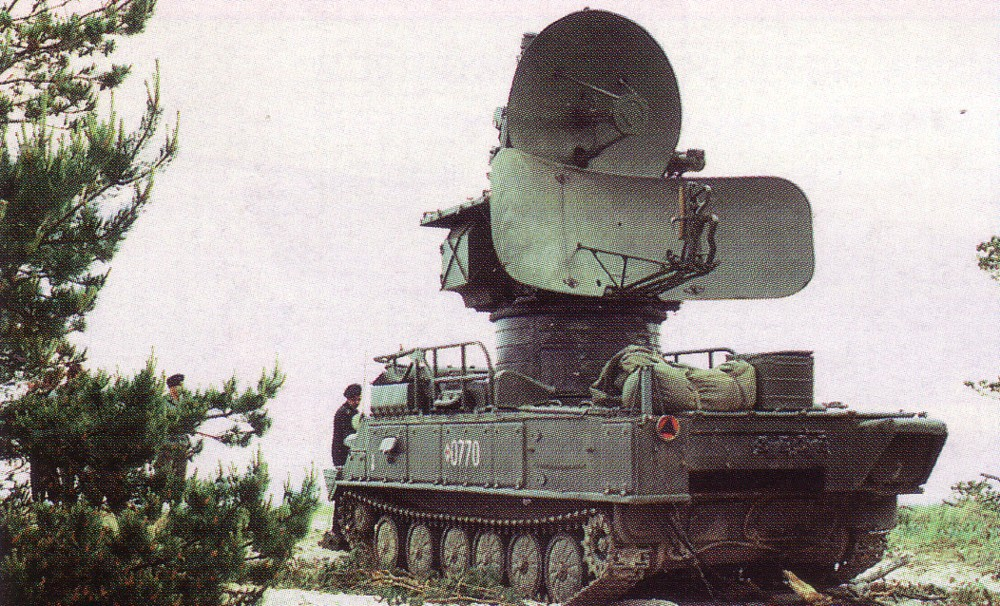
Stacja radiolokacyjna wojsk OPL

- 9 Flotylla Obrony Wybrzeża Hel

#### Wojska Obrony Wewnętrznej
Jednostki zabezpieczenia Komitetu Obrony Kraju i Wojewódzkich Komitetów Obrony
- 1 Brygada Wojsk Obrony Wewnętrznej – Góra Kalwaria
- 5 Brygada Wojsk Obrony Wewnętrznej – Kraków
- 14 Brygada Wojsk Obrony Wewnętrznej – Olsztyn
- 20 Brygada Łączności Wojsk Obrony Wewnętrznej – Kielce
- 2 Pułk Łączności Wojsk Obrony Wewnętrznej

Jednostki obrony lądowej
- 3 Pułk Wojsk Obrony Wewnętrznej – Lublin
- 13 Pułk Wojsk Obrony Wewnętrznej – Gdańsk
- 15 Pułk Wojsk Obrony Wewnętrznej – Prudnik

Jednostki zabezpieczenia przed bronią masowego rażenia
- 2 Batalion Inżynieryjno-Ratowniczy Wojsk Obrony Wewnętrznej – Grajewo
- 4 Batalion Inżynieryjno-Ratowniczy Wojsk Obrony Wewnętrznej – Rzeszów

#### Wojska Obrony Terytorialnej
Jednostki zabezpieczenia przegrupowania wojsk
- 7 Pułk Pontonowo–Techniczny Obrony Terytorialnej – Dęblin
- 9 Pułk Pontonowo–Techniczny Obrony Terytorialnej – Chełmno
- 10 Pułk Pontonowo–Techniczny Obrony Terytorialnej – Rawicz
- 12 Pułk Pontonowo–Techniczny Obrony Terytorialnej – Szczecin

Jednostki wojsk Obrony Terytorialnej
- Katowicka Brygada Obrony Terytorialnej – Katowice
- Warszawska Brygada Obrony Terytorialnej – Warszawa
- Bydgoski Pułk Obrony Terytorialnej
- Gdański Pułk Obrony Terytorialnej
- Krakowski Pułk Obrony Terytorialnej
- Wielkopolski Pułk Obrony Terytorialnej
- Wrocławski Pułk Obrony Terytorialnej

### Szkolnictwo wojskowe
W latach 80 XX w. w SZ PRL istniały cztery akademie wojskowe i jedenaście wyższych szkół oficerskich kształcących podchorążych na poziomie wyższych studiów zawodowych. 21 szkół chorążych kształciło kadetów na poziomie szkoły średniej.

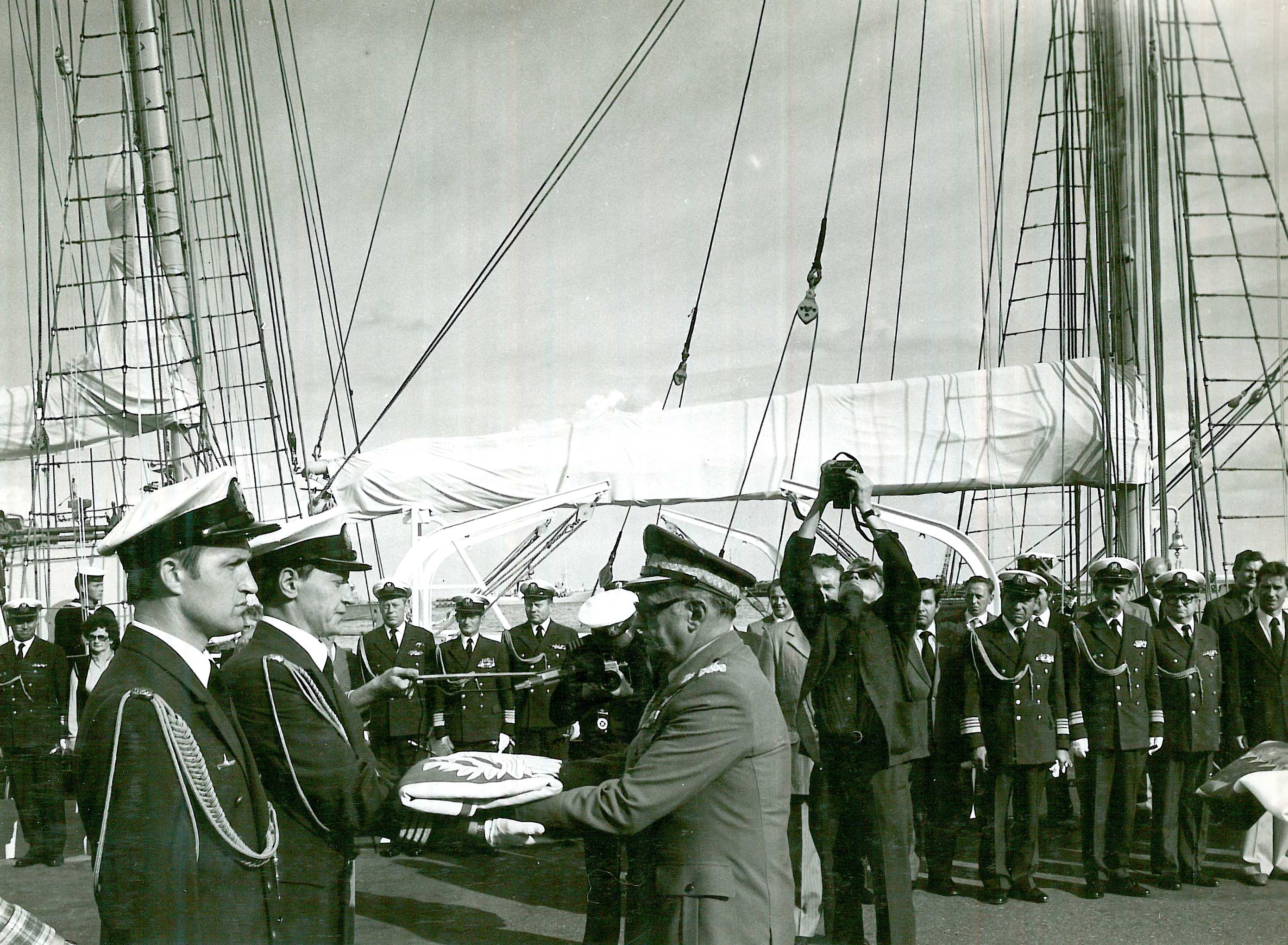
Florian Siwicki wręcza banderę wojenną dowódcy okrętu ORP Iskra kpt. mar. Lechowi Soroce (11 sierpnia 1982)

## Ostatnie lata 1988–1991
19 lipca 1989 roku Zgromadzenie Narodowe dokonało wyboru generała armii Wojciecha Jaruzelskiego na urząd Prezydenta Polskiej Rzeczypospolitej Ludowej. Z dniem objęcia urzędu Prezydent PRL został zwierzchnikiem Sił Zbrojnych Polskiej Rzeczypospolitej Ludowej i przewodniczącym Komitetu Obrony Kraju, oraz przejął część dotychczasowych kompetencji Rady Państwa. Do prerogatyw Prezydenta PRL należało między innymi, mianowanie i zwalnianie, na wniosek Ministra Obrony Narodowej, Szefa Sztabu Generalnego Wojska Polskiego oraz dowódców okręgów wojskowych i rodzajów sił zbrojnych, a także mianowanie na pierwszy stopień oficerski (podporucznika) oraz stopnie oficerskie generałów i admirałów.
31 grudnia 1989 roku weszła w życie Ustawa z dnia 29 grudnia 1989 roku o zmianie Konstytucji Polskiej Rzeczypospolitej Ludowej. Zgodnie z cytowaną ustawą, dotychczasowa Konstytucja Polskiej Rzeczypospolitej Ludowej została nazwana Konstytucją Rzeczypospolitej Polskiej, a dotychczasowy art. 10 otrzymał numer 8 i brzmienie „Siły Zbrojne Rzeczypospolitej Polskiej stoją na straży suwerenności i niepodległości Narodu Polskiego, jego bezpieczeństwa i pokoju”. Ponadto ustawa stanowiła, że znaki sił zbrojnych dotychczasowych wzorów mogą być używane nie dłużej, niż do dnia 31 grudnia 1997 r.
9 kwietnia 1990 roku Prezes Rady Ministrów, Tadeusz Mazowiecki powołał na stanowiska wiceministrów obrony narodowej Bronisława Komorowskiego i Janusza Onyszkiewicza, działaczy opozycji politycznej i NSZZ „Solidarność”. Tym samym został rozpoczęty proces wprowadzania cywilnej kontroli nad siłami zbrojnymi.
1 lipca 1990 roku w wyniku scalenia Wojsk Obrony Powietrznej Kraju z Wojskami Lotniczymi, powstały Wojska Lotnicze i Obrony Powietrznej.
6 lipca 1990 roku Sejm odwołał gen. armii Floriana Siwickiego ze stanowiska ministra obrony narodowej i gen. broni Czesława Kiszczaka z funkcji ministra spraw wewnętrznych, a na stanowisko ministra obrony narodowej powołał wiceadm. Piotra Kołodziejczyka.
14 lipca 1990 roku odbyły się ostatnie promocje absolwentów akademii wojskowych: XL w Akademii Sztabu Generalnego i XXXVI w Wojskowej Akademii Politycznej.
31 sierpnia 1990 roku została rozformowana Wojskowa Służba Wewnętrzna. Dotychczasowy pion kontrwywiadu WSW został włączony w struktury Zarządu II Sztabu Generalnego WP, natomiast na bazie pionu porządkowego WSW z dniem 1 września 1990 roku została zorganizowana Żandarmeria Wojskowa.
1 października 1990 roku Akademia Sztabu Generalnego Wojska Polskiego im. gen. broni Karola Świerczewskiego została przekształcona w Akademię Obrony Narodowej, natomiast zniesiona została Wojskowa Akademia Polityczna im. Feliksa Dzierżyńskiego. Z połączenia Wyższej Szkoły Oficerskiej Wojsk Inżynieryjnych i Wyższej Szkoły Oficerskiej Wojsk Chemicznych im. Stanisława Ziaji, powstała Wyższa Szkoła Oficerska Inżynierii Wojskowej im. gen. Jakuba Jasińskiego.
2 października 1990 roku Prezydent RP, gen. armii Wojciech Jaruzelski dokonał zmian na kluczowych stanowiskach służbowych w siłach zbrojnych: szefem Sztabu Generalnego WP został gen. dyw. Zdzisław Stelmaszuk, dowódcą Warszawskiego Okręgu Wojskowego – gen. bryg. Leon Komornicki, głównym inspektorem obrony terytorialnej i szefem Obrony Cywilnej Kraju – gen. dyw. Edmund Bołociuch, a szefem Głównego Zarządu Szkolenia Bojowego WP, gen. dyw. Henryk Szumski. Tego samego dnia Prezes Rady Ministrów, Tadeusz Mazowiecki, odwołał generałów broni Antoniego Jasińskiego, Józefa Użyckiego i Jerzego Skalskiego ze stanowisk wiceministrów obrony narodowej.
22 grudnia 1990 roku na Zamku Królewskim w Warszawie odbyła się uroczystość przekazania przez Prezydenta RP na Uchodźstwie, Ryszarda Kaczorowskiego insygniów prezydenckich Lechowi Wałęsie. W protokole uroczystości Ryszard Kaczorowski złożył deklarację, w której między innymi stwierdził, że „wszystkie instytucje pozostające pod moim zwierzchnictwem uznają zwierzchnictwo Prezydenta Lecha Wałęsy”. Powyższa deklaracja dotyczyła między innymi Ministerstwa Spraw Wojskowych oraz stowarzyszeń i organizacji skupiających byłych żołnierzy Polskich Sił Zbrojnych na Zachodzie.
Tego samego dnia wygasła kadencja dotychczasowego Prezydenta RP i Zwierzchnika Sił Zbrojnych RP, gen. armii Wojciecha Jaruzelskiego. Zwierzchnictwo nad SZ RP objął Prezydent RP, Lech Wałęsa.
24 lutego 1991 roku w Warszawie miał miejsce ingres ordynariusza polowego ks. biskupa Sławoja Leszka Głódzia.
25 lutego 1991 roku, w Budapeszcie, w czasie Nadzwyczajnego Posiedzenia Doradczego Komitetu Politycznego Państw-Stron Układu Warszawskiego został podpisany protokół o uchyleniu porozumień wojskowych zawartych w ramach Układu Warszawskiego oraz rozwiązaniu jego organów i struktur wojskowych.
9 grudnia 1991 roku weszła w życie ustawa z dnia 25 października 1991 roku o zmianie ustawy o powszechnym obowiązku obrony Polskiej Rzeczypospolitej Ludowej oraz niektórych innych ustaw. Na mocy tego aktu:
1. zmieniono tytuł ustawy na „Ustawa o powszechnym obowiązku obrony Rzeczypospolitej Polskiej”,
2. podstawę prawną działania i zakres kompetencji uzyskały Wojskowe Służby Informacyjne oraz Żandarmeria Wojskowa,
3. w ustawie z dnia 21 maja 1963 roku o dyscyplinie wojskowej oraz odpowiedzialności żołnierzy za przewinienia dyscyplinarne i za naruszenia honoru i godności żołnierskiej oraz w ustawie z dnia 30 czerwca 1970 roku o służbie wojskowej żołnierzy zawodowych wprowadzono między innymi zmiany polegające na zastąpieniu wyrazów „Polska Rzeczpospolita Ludowa” wyrazami „Rzeczpospolita Polska”,
4. w ustawie z dnia 30 czerwca 1970 roku o służbie wojskowej żołnierzy zawodowych dodano rozdział 4A „Publiczna działalność żołnierzy zawodowych”, w którym między innymi wprowadzono zakaz przynależności żołnierzy zawodowych, w czasie pełnienia czynnej służby wojskowej, do partii politycznych[57].

23 grudnia 1991 roku doktor Jan Parys został pierwszym cywilnym Ministrem Obrony Narodowej.
13 sierpnia 1992 roku weszła w życie Ustawa z dnia 30 lipca 1992 roku o ustanowieniu Święta Wojska Polskiego.
31 października 1992 roku weszła w życie Ustawa z dnia 3 października 1992 r. o przysiędze wojskowej. Do złożenia przysięgi wojskowej według nowej roty zostali zobowiązani żołnierze zawodowi i żołnierze rezerwy powołani do służby wojskowej. Na przykład żołnierze Wydziału Żandarmerii Wojskowej w Żaganiu złożyli przysięgę wojskową według nowej roty w dniach 9 lipca i 16 sierpnia 1993 roku.
30 kwietnia 1993 roku weszła w życie Ustawa z dnia 19 lutego 1993 roku o znakach Sił Zbrojnych Rzeczypospolitej Polskiej.
1 września 1998 roku weszła w życie Ustawa z dnia 4 września 1997 roku o dyscyplinie wojskowej.
23 kwietnia 2022 roku weszła w życie Ustawa z dnia 11 marca 2022 roku o obronie Ojczyzny, która w momencie wejścia w życie uchyliła (art 823 ustawy) i zastąpiła obowiązujące z czasów PRL-u ustawy:
- Ustawę z dnia 21 kwietnia 1966 r. o ustanowieniu medalu "Za udział w walkach o Berlin" i medalu "Za zasługi dla obronności kraju".
- Ustawę z dnia 21 listopada 1967 r. o powszechnym obowiązku obrony Rzeczypospolitej Polskiej.
- Ustawę z dnia 17 grudnia 1974 r. o uposażeniu żołnierzy niezawodowych.

## Umundurowanie

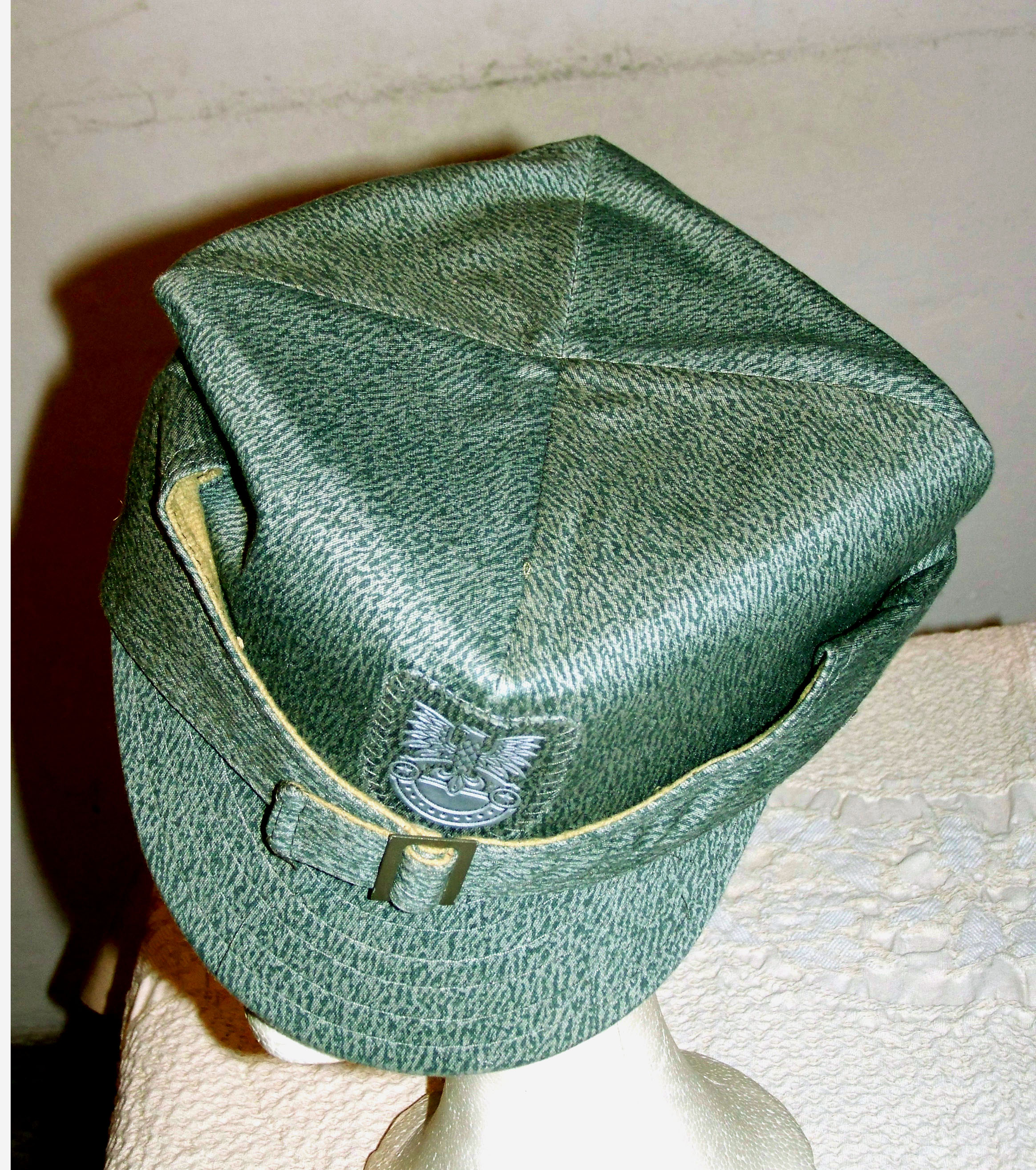
Rogatywka polowa

W tworzonym w ZSRR od 1943 ludowym Wojsku Polskim wprowadzono miękką czapkę polową wzorowaną na przedwojennej. Po wyzwoleniu obszaru Polski ponownie używane były przedwojenne rogatywki garnizonowe. Usztywnione rogatywki noszone były jedynie do ok. 1950, kiedy zastąpiły je całkowicie czapki okrągłe. Rogatywki zachowano w ubiorach polowych. Noszona była ona powszechnie po zakończeniu wojny do 1952 roku, kiedy to pozostawiono ją jedynie kadrze. Przywrócona została w 1961 roku dla wszystkich żołnierzy jako lekka, bawełniana rogatywka ze specjalnej tkaniny we wzorach maskujących deszczyk. W 1969 roku zastosowano moro.
W 1982 w Kompanii Reprezentacyjnej WP przywrócono usztywniane rogatywki garnizonowe, wzorowane na wzorze z 1935 roku.

## Duszpasterstwo wojskowe
W całym okresie istnienia ludowego Wojska Polskiego, jego oficerom i żołnierzom była zapewniana opieka duszpasterska. Na rzecz osób wyznania katolickiego posługę taką świadczył Generalny Dziekanat Wojska Polskiego.

## Święta
W czasie II wojny światowej i przez pierwsze lata po jej zakończeniu – do 1946 – w LWP kontynuowano obchody przedwojennego Święta Żołnierza (15 sierpnia), upamiętniającego zwycięstwo Polaków w bitwie warszawskiej podczas wojny polsko-bolszewickiej w 1920. Mimo że przedwojenne święto nigdy nie zostało oficjalnie uchylone ani zniesione, to jednak w następnych latach zaniechano jego obchodów, ponieważ przypominało ono o zwycięstwie Wojska Polskiego nad „bratnią” Armią Czerwoną. W latach 1947–1950 Wojsko Polskie obchodziło swoje święto w dniu 9 maja, czyli – według sowieckiej rachuby czasu – w rocznicę zakończenia II wojny światowej w Europie. Dzień 9 maja był równocześnie Narodowym Świętem Zwycięstwa i Wolności. W okresie od 7 października 1950 do 13 sierpnia 1992 Dniem Wojska Polskiego był 12 października – rocznica bitwy pod Lenino z udziałem 1 Dywizji Piechoty im. Tadeusza Kościuszki. Po raz ostatni Dzień Wojska Polskiego był obchodzony 12 października 1989.

## Ustawa o zakazie propagowania komunizmu lub innego ustroju totalitarnego
1 kwietnia 2016 roku weszła w życie ustawa o zakazie propagowania komunizmu lub innego ustroju totalitarnego przez nazwy budowli, obiektów i urządzeń użyteczności publicznej. Ustawa nakładała na jednostki samorządu terytorialnego obowiązek zmiany patronów obiektów przestrzeni publicznej: ulic, mostów, placów, skwerów, spełniających w ocenie ustawodawcy kryteria propagowania komunizmu. W sytuacji, gdyby odpowiedni organ samorządu nie nadał nowej nazwy lub nadał nazwę propagującą ustrój totalitarny, wojewoda, korzystając ze swych uprawnień nadzorczych, mógł uchylić ową nazwę i nadać nową. Jego decyzja wymagała jednak opinii Instytutu Pamięci Narodowej – Komisji Ścigania Zbrodni przeciwko Narodowi Polskiemu. Nazwą propagującą ustrój totalitarny było imię ulicy „Ludowego Wojska Polskiego”. W ocenie Instytutu Pamięci Narodowej – Komisji Ścigania Zbrodni przeciwko Narodowi Polskiemu nazwa „Ludowe Wojsko Polskie” wypełnia normę art. 1 Ustawy o zakazie propagowania komunizmu lub innego ustroju totalitarnego przez nazwy budowli, obiektów i urządzeń użyteczności publicznej. W opinii Instytutu nazwa ta była elementem propagandy komunistycznej używanym celowo.